# 朝まで生テレビ!
『朝まで生テレビ!』（あさまでなまテレビ）は、テレビ朝日が制作・放送する政治関連を中心とした討論番組である。略称は『朝生』（あさなま）。

## 概要
1987年（昭和62年）4月25日（24日深夜）放送開始。毎回社会的に賛否の分かれる1つのテーマを設定し、そのテーマに関係する当事者・評論家などをゲストに集め討論を行う。初代プロデューサーは大野弘義、ディレクターは日下雄一としてスタートした。その後、プロデューサー日下雄一、吉成英夫、渡辺信太郎他、構成は久利一他、ディレクターは武田一宏、森林華子他、ブレーンは純丘曜彰（純丘皦綺）他。
当時の深夜番組は『オールナイトフジ』（フジテレビ制作）などといった「お色気路線」が一世を風靡していたこともあり、テレビ朝日の編成局長であった小田久栄門が「深夜から早朝の枠で新しいことをやりたい」とジャーナリストの田原総一朗に提案したことから、本番組が誕生した。
放送時間帯が深夜ということもあり、予算などといった、様々な制約があったが、「出演者は（ギャラの安い）文化人とする」、「放送時間は1時から6時とする」、「番組内容はこれまでの常識やタブーを打ち破る刺激に満ちたものにする」としたことでこれらの制約をクリアしていった。
番組開始当初、このような討論番組は日本には合わないのではないかと思われていたが、取り扱う内容、パネリストの激論、司会役である田原総一朗の、時には強引とも思えるような進行などで視聴者を獲得した。この番組が成功したことで、深夜枠を含め討論番組が幾つか作られるようになった。
今までに取り上げたテーマは政治、天皇、皇室、女性差別、朝鮮問題、原子力発電、部落差別、右翼、左翼、核兵器、経済、宗教、若者、戦後補償、安全保障、少子高齢化、教育、援助交際、プロ野球、テレビ、メディア規制、日本国憲法、年金、IT、アメリカ、北朝鮮、中国、イラク、地方自治などと幅広いが、基本的に社会科学系の分野にテーマが集中することが多く、自然科学系の話題が討論テーマに上ることはほとんどない。また、2000年までは少年犯罪やキレる若者など、政治以外の社会問題を取り上げることも多かったが、現在では政治以外のテーマを取り上げることはほとんどなくなっている。
タブーとされてきたものを取り上げることもあり、オウム真理教や幸福の科学など新宗教関係者を出演させたこともあった。一方、統一教会（旧：世界基督教統一神霊協会、現・世界平和統一家庭連合）は長い間取り上げてこなかったが、2022年9月3日放送回で初めて扱った。
番組テーマ曲は、Jeff Newmann And His Orchestra の「Positive Force」（日本国内でのCDリリースはなし、単曲音楽配信販売）であり、同時期、情報番組『パソコンサンデー』（テレビ大阪制作・テレビ東京系列）でも同曲が使われていた。テーマ曲の音源、番組のタイトルロゴなどのオープニングは、放映開始から同じものを使い続けている。パネリスト登場の際のテーマ曲は、Hypnosisの「Droid」。
2017年4月1日（3月31日深夜）放送分 『激論! 原発事故から6年〜その教訓と課題』で丸30年、360回（番組内呼称は第360弾）を迎えた。
2024年9月までは地上波テレビ朝日系列の各局で毎月最終金曜日の翌日未明（土曜日未明）の時間帯に放送されたが、同年10月から放送局がBS朝日に移動すると共に、毎月最終日曜のゴールデンタイム枠（19:00 - 20:54）に放送時間が短縮された。田原の高齢化により深夜の生放送が難しくなったことを理由としている。時間帯は変わるものの、番組タイトル名は継続する。地上波における最終回のテーマは同年9月28日未明（27日深夜）に放送された449回「ドーする?!ドーなる?!日本 激論!新総裁誕生」だった。
地上波最終回放送後、BSの初回放送予定だった10月27日に第50回衆議院議員総選挙が実施される事となり、初回放送は同年11月3日に急遽延期された。BS移行後も放送回数をカウントするため、BS初回が記念の450回放送となり、テーマは「激論!与党大敗 ド〜なる?!日本の政治」だった。

## 出演者

### 総合司会
| 期間 | 期間      | 男性            | 女性            |
| --- | --------- | --------------- | --------------- |
| 1987年4月 | 1994年9月 | 渡辺宜嗣1・2・3 | 田丸美寿々2     |
| 1994年10月 | 1999年6月 | 渡辺宜嗣1・2・3 | 宮崎緑          |
| 1999年7月 | 1999年7月 | 渡辺宜嗣1・2・3 | （不在）        |
| 1999年8月 | 2003年5月 | 渡辺宜嗣1・2・3 | 丸川珠代1       |
| 2003年6月 | 2011年8月 | 渡辺宜嗣1・2・3 | 長野智子4       |
| 2011年9月 | 2021年3月 | 渡辺宜嗣1・2・3 | 村上祐子1・5・6 |
| 2021年4月 | 現在      | 渡辺宜嗣1・2・3 | 下平さやか1     |
| - 一般参加者（サラリーマン、大学生など）のインタビュー、アンケート発表などの進行役を担当。 - 1 テレビ朝日アナウンサー（渡辺は2014年11月まで、村上は2015年6月まで）。 - 2 テレビ朝日専属キャスター（田丸は出演当時、渡辺は2015年1月から2023年9月まで） - 3 新型コロナウイルス対策シフトのため、2020年4月から同年6月まで出演を見合わせ。 - 4 フリーアナウンサー（渡辺は2023年10月から）。 - 5 2015年7月から、テレビ朝日政治部記者の肩書きで出演。 - 6 一身上の都合により、2019年4月・5月は出演を見合わせ。 |           |                 |                 |

司会代理
| 一覧       | 勤務                   | 出演時期                                        | 備考           |
| ---------- | ---------------------- | ----------------------------------------------- | -------------- |
| 佐々木亮太 | テレビ朝日アナウンサー | 2014年2月・2015年2月・2016年5月・2019年2月・6月 | 渡辺の代理出演 |
| 寺崎貴司   | テレビ朝日アナウンサー | 2016年2月・3月・2017年2月                       | 渡辺の代理出演 |
| 寺川俊平   | テレビ朝日アナウンサー | 2020年4月 - 同年6月・2021年3月                  | 渡辺の代理出演 |
| 斎藤康貴   | テレビ朝日アナウンサー | 2021年2月                                       | 渡辺の代理出演 |
| 本間智恵   | テレビ朝日アナウンサー | 2019年4月・5月                                  | 村上の代理出演 |
| 矢島悠子   | テレビ朝日アナウンサー | 2021年5月                                       | 下平の代理出演 |

### 討論の司会進行
- 田原総一朗
  - 田原が不定期に休む回もあり、過去に代理司会として、水口義朗、野坂昭如、大島渚、鳥越俊太郎、蜷川真夫、梶原しげる、蓮舫、島田紳助、三枝成彰、渡辺宜嗣、宮崎哲弥などが務めたことがある。
  - 討論の司会は第一回が利根川裕、第二回が筑紫哲也である。後年の筑紫の回想によると番組初期の段階でテレビ朝日はこの司会の過重さを考慮し、二人交代制を検討していた節があったという[10]。
  - 元旦スペシャルは一時期、途中で田原が退席して渡辺が討論の司会を兼務していたが、2005年からは田原が放送終了まで司会を務めている。

### パネリスト
パネリストとして、ジャーナリスト、研究者、政治家、タレントなど1000人を超える著名人が出演している。

詳細は『朝まで生テレビ!のパネリスト一覧』の項を参照のこと。
主なパネリストの出演変遷
| 名前         | 肩書                                              | 出演期間                       | 出演回数 |
| ------------ | ------------------------------------------------- | ------------------------------ | -------- |
| 舛添要一     | 国際政治学者                                      | 1987 - 1999 2013 - 2014 2021 - | 99       |
| 三浦瑠麗     | 国際政治学者                                      | 2015 - 2022                    | 90       |
| 大島渚       | 映画監督                                          | 1987 - 1998                    | 89       |
| 高野孟       | ジャーナリスト                                    | 1989 - 2010                    | 77       |
| 森本敏       | 拓殖大学総長・元防衛大臣                          | 1998 -                         | 71       |
| 辻元清美     | 当時：ピースボート創設者 現：衆議院議員           | 1987 - 2002/2006 -             | 71       |
| 西部邁       | 評論家                                            | 1988 - 2003                    | 61       |
| 宮崎哲弥     | 評論家                                            | 1996 - 2007                    | 60       |
| 姜尚中       | 政治学者                                          | 2001 - 2010                    | 55       |
| 野坂昭如     | 作家                                              | 1987 - 2002                    | 53       |
| 猪瀬直樹     | 作家                                              | 1987 - 2011/2015 -             | 47       |
| 小林よしのり | 漫画家                                            | 1993 - 2005/2015 -             | 36       |
| 荻原博子     | 経済評論家                                        | 2004 -                         | 33       |
| 村田晃嗣     | 国際政治学者                                      | 2003 - 2009/2016 -             | 33       |
| 福島瑞穂     | 弁護士・参議院議員                                | 1989 -                         | 32       |
| 森永卓郎     | 経済評論家                                        | 2001 -2025                     | 24       |
| 長谷川幸洋   | ジャーナリスト                                    | 2009 - 2018                    | 22       |
| 香山リカ     | 精神科医                                          | 1997 - 2015                    | 18       |
| 金美齢       | 評論家                                            | 1994 - 2011                    | 17       |
| 勝間和代     | 経済評論家                                        | 2008 -                         | 17       |
| 八木秀次     | 憲法学者                                          | 2000 -                         | 17       |
| 山田厚史     | ジャーナリスト                                    | 1997 - 2014                    | 15       |
| 勝谷誠彦     | コラムニスト                                      | 2003 - 2007                    | 15       |
| 潮匡人       | 軍事評論家                                        | 2003 -                         | 15       |
| 孫崎享       | 外交官・評論家                                    | 2009 -                         | 14       |
| 上杉隆       | ジャーナリスト                                    | 2008 - 2012                    | 14       |
| 青木理       | ジャーナリスト                                    | 2009 -                         | 14       |
| 高橋洋一     | 経済学者                                          | 2008 -                         | 14       |
| 池田信夫     | 経済学者                                          | 2006 -                         | 12       |
| 遙洋子       | 作家                                              | 2000 -                         | 11       |
| 渡部恒雄     | 東京財団上席研究員                                | 2007 -                         | 11       |
| 荻上チキ     | 評論家                                            | 2012 -                         | 10       |
| 古市憲寿     | 社会学者                                          | 2013 -                         | 10       |
| 青山繁晴     | 当時：独立総合研究所代表取締役社長 現：参議院議員 | 2003 - 2015                    | 10       |
| 宋文洲       | 経営コンサルタント                                | 2010 -                         | 10       |

## 放送時間・ネット局
地上波時代の放送時間は、12月分を除き基本的にテレビ朝日系列の各局で毎月最終金曜日の翌日未明（土曜日未明）の1:30 - 4:25（以下すべてJST。金曜深夜）であった。当初は1:00 - 6:00で、「CNNヘッドライン」開始に伴い1:10開始となった。2009年9月分までは1:20 - 4:20であったが同年10月分から金曜23時台「金曜ナイトドラマ」の5分延長に伴い5分繰り下がった。2023年10月からはテレビ朝日における金曜深夜帯のミニ番組枠（『港時間』）廃止、ならびに『バスケ☆FIVE〜日本バスケ応援宣言〜』の枠移動に伴いさらに5分繰り下げ、5分短縮となった。BSに移行してからは毎月最終日曜日の19:00 - 20:54となり、地上波時代末期より61分短縮となった。

### 地上波放送終了時点でのネット局
テレビ朝日系列のうち東日本放送・メ〜テレ（2009年10月分より）・琉球朝日放送は、基本的に討論参加者が登場した直後の1:34から飛び乗りで放送していた。(2023年10月からテレビ朝日などのフルネット局では5分繰り下げ、5分短縮となったが、1:34の飛び乗り点に変更がなかったため、この3局のみ5分短縮はない。)
愛媛朝日テレビは2009年9月分まで飛び乗りで放送していたが、自社製作番組が枠移動したことから地上波放送終了までフルネットで放送していた。山形テレビ・九州朝日放送は2009年10月分より飛び乗りで放送、地上波放送終了時点ではフルネットで放送していた。北陸朝日放送では2009年10月分から2020年3月分までは1:34飛び乗りで放送、その後地上波放送終了までフルネットで放送していた。
当初は関東ローカルであったが次第にネット局が増加した（1988年の放送時点ではテレビ朝日（ANB）、瀬戸内海放送（KSB）、九州朝日放送(KBC)の3局ネット）。1989年4月から全国ネットになる。飛び乗りポイントは古くから存在し、1:10開始時代は2分間のスポットないしPTののち「朝まで生テレビ・本番3分前」というタイトルで2分間放送し、1分スポットを挟んでから飛び乗りポイントとなり本編となっていた。朝日放送は1988年度から毎週土曜未明の「フリーチャンネル」枠で『朝生』放送日のみネットしており、新聞のラテ欄で1:24開始と表記しているが実際は1:25開始であった。
制作のテレビ朝日は報道番組とは捉えておらず、つまりはTBS系列の協定（通称・JNN排他協定）にも触れないものとみなされ、過去には日本テレビ系列の山梨放送・フジテレビ系列の石川テレビ・TBS系列の山陰放送（不定期放送）、クロスネット局の山形放送（放送当時）・福井放送でも放送されていた。放送当時クロスネット局だった青森放送・テレビ信州・山口放送・テレビ大分・テレビくまもと・テレビ宮崎では一度も放送されなかった。
CS放送の朝日ニュースター（2013年4月以降はテレ朝チャンネル2）は、2012年3月放送分で一時終了したが同年10月6日（テレビ朝日系列同年9月放送分）から再開して、原則月初土曜日と月末最終土曜日10:00 - 13:00に放送している。鹿児島放送は編成上 1:25 - 4:24（179分）だが本編の放送時間への影響はなかった。
2024年9月時点
| 放送対象地域   | 放送局                       | 系列           | 放送日時                     | ネット状況                       | 備考     |
| -------------- | ---------------------------- | -------------- | ---------------------------- | -------------------------------- | -------- |
| 関東広域圏     | テレビ朝日（EX）             | テレビ朝日系列 | 土曜 1:30 - 4:25（金曜深夜） | 【制作局】                       |          |
| 北海道         | 北海道テレビ（HTB）          | テレビ朝日系列 | 土曜 1:30 - 4:25（金曜深夜） | 同時ネット（全編フルバージョン） |          |
| 青森県         | 青森朝日放送（ABA）          | テレビ朝日系列 | 土曜 1:30 - 4:25（金曜深夜） | 同時ネット（全編フルバージョン） |          |
| 岩手県         | 岩手朝日テレビ（IAT）        | テレビ朝日系列 | 土曜 1:30 - 4:25（金曜深夜） | 同時ネット（全編フルバージョン） |          |
| 秋田県         | 秋田朝日放送（AAB）          | テレビ朝日系列 | 土曜 1:30 - 4:25（金曜深夜） | 同時ネット（全編フルバージョン） |          |
| 山形県         | 山形テレビ（YTS）            | テレビ朝日系列 | 土曜 1:30 - 4:25（金曜深夜） | 同時ネット（全編フルバージョン） |          |
| 福島県         | 福島放送（KFB）              | テレビ朝日系列 | 土曜 1:30 - 4:25（金曜深夜） | 同時ネット（全編フルバージョン） | [ 13 ]   |
| 新潟県         | 新潟テレビ21（UX）           | テレビ朝日系列 | 土曜 1:30 - 4:25（金曜深夜） | 同時ネット（全編フルバージョン） |          |
| 長野県         | 長野朝日放送（abn）          | テレビ朝日系列 | 土曜 1:30 - 4:25（金曜深夜） | 同時ネット（全編フルバージョン） |          |
| 静岡県         | 静岡朝日テレビ（SATV）       | テレビ朝日系列 | 土曜 1:30 - 4:25（金曜深夜） | 同時ネット（全編フルバージョン） |          |
| 石川県         | 北陸朝日放送（HAB）          | テレビ朝日系列 | 土曜 1:30 - 4:25（金曜深夜） | 同時ネット（全編フルバージョン） |          |
| 近畿広域圏     | 朝日放送テレビ（ABC TV）     | テレビ朝日系列 | 土曜 1:30 - 4:25（金曜深夜） | 同時ネット（全編フルバージョン） | [ 注 6 ] |
| 広島県         | 広島ホームテレビ（HOME）     | テレビ朝日系列 | 土曜 1:30 - 4:25（金曜深夜） | 同時ネット（全編フルバージョン） |          |
| 山口県         | 山口朝日放送（yab）          | テレビ朝日系列 | 土曜 1:30 - 4:25（金曜深夜） | 同時ネット（全編フルバージョン） |          |
| 香川県・岡山県 | 瀬戸内海放送（KSB）          | テレビ朝日系列 | 土曜 1:30 - 4:25（金曜深夜） | 同時ネット（全編フルバージョン） |          |
| 愛媛県         | 愛媛朝日テレビ（eat）        | テレビ朝日系列 | 土曜 1:30 - 4:25（金曜深夜） | 同時ネット（全編フルバージョン） |          |
| 福岡県         | 九州朝日放送（KBC）          | テレビ朝日系列 | 土曜 1:30 - 4:25（金曜深夜） | 同時ネット（全編フルバージョン） |          |
| 長崎県         | 長崎文化放送（ncc）          | テレビ朝日系列 | 土曜 1:30 - 4:25（金曜深夜） | 同時ネット（全編フルバージョン） |          |
| 熊本県         | 熊本朝日放送（KAB）          | テレビ朝日系列 | 土曜 1:30 - 4:25（金曜深夜） | 同時ネット（全編フルバージョン） |          |
| 大分県         | 大分朝日放送（OAB）          | テレビ朝日系列 | 土曜 1:30 - 4:25（金曜深夜） | 同時ネット（全編フルバージョン） |          |
| 鹿児島県       | 鹿児島放送（KKB）            | テレビ朝日系列 | 土曜 1:30 - 4:25（金曜深夜） | 同時ネット（全編フルバージョン） |          |
| 宮城県         | 東日本放送（khb）            | テレビ朝日系列 | 土曜 1:34 - 4:25（金曜深夜） | 同時ネット（1:34飛び乗り）       |          |
| 中京広域圏     | 名古屋テレビ（メ〜テレ/NBN） | テレビ朝日系列 | 土曜 1:34 - 4:25（金曜深夜） | 同時ネット（1:34飛び乗り）       |          |
| 沖縄県         | 琉球朝日放送（QAB）          | テレビ朝日系列 | 土曜 1:34 - 4:25（金曜深夜） | 同時ネット（1:34飛び乗り）       |          |

討論冒頭ではネット局全てがスクロールで紹介されていた。

### 過去
- 山形放送（当時日本テレビ系列・テレビ朝日系列。1989年4月分から、山形テレビがテレビ朝日系列に加盟した1993年3月分まで。元日スペシャルは放送なし）
- 山梨放送（日本テレビ系列。1987年12月分（1988年元日の回）と1988年12月（1989年元日の回）のみ放送）
- 石川テレビ（フジテレビ系列。1989年4月分から1991年8月分まで放送、北陸朝日放送開局まで。ただし北陸朝日放送開局との兼ね合いで、1991年9月分の麻原彰晃出演分は石川県では石川テレビ・北陸朝日放送とも放送されなかった。元日スペシャルは放送なし）
- 福井放送（日本テレビ系列・テレビ朝日系列。1993年10月分から1994年3月分まで。元日スペシャルは放送なし）
- 山陰放送（TBS系列、前述の通り）

### BS移行後のネット局
| 放送対象地域 | 放送局 | 放送日時           | ネット状況 | 備考 |
| ------------ | ------ | ------------------ | ---------- | ---- |
| 全国放送     | BS朝日 | 日曜 19:00 - 20:54 | 【制作局】 |      |

### 特別番組・特例編成
大規模な国政選挙（衆議院議員総選挙・参議院議員通常選挙）が行われた場合、その開票日に行われる『選挙ステーション』の第2部（概ね開票翌日未明0:00前後から3時間程度、2009年の総選挙時は開票翌日未明 0:30 - 3:20まで）で当番組をベースにした討論会が行われる。これは当番組として正式にはカウントされていない。かつては『朝まで生選挙!』と題し、『選挙ステーション』とは別枠で放送されていた。サブタイトルは『どーする!?どーなる!?日本の政治』。2013年、2014年、2016年はスポーツ中継の編成上、行われていなかったが、2017年に5年ぶりに開票翌日の未明0:30 - 4:00に行われた。
2023年まで毎年12月分（放送日付上）は、曜日に関係なく、必ず翌年元旦（当年12月31日深夜）に『朝まで生テレビ!○○（西暦年数）元旦スペシャル』と題した放送が行われた（そのため、元旦スペシャルのオープニング内で新年最初のANNニュースを内包する）。元旦の放送時間は末期では 1:00 - 5:50 となっていた。なお、番組初期は12月31日の21:00 - 翌1月1日6:00まで『年越し生テレビスペシャル』として二部構成・三部構成で放送していた。1989年の放送では同年7月に当時交際者だった近藤真彦と、近藤の自宅マンションで自殺未遂を起こし当時活動休止中だった中森明菜の復帰・謝罪会見を独占生中継した。
BS朝日への移行最初となる2025年の元日（テーブル上2024年12月31日深夜）の生放送は行わず、2024年の最終は通常より1週繰り上げの12月22日に定時で放送された「激論!!波乱国会 ド〜なる?!石破政権と日本」だった。
※1999年12月（2000年元旦スペシャル相当）分は、12月31日－1月1日にミレニアム特番『24時間地球大騒ぎ!!カウントダウン2000』が編成され、1日遅れの2000年1月2日未明（1月1日深夜）に「新春スペシャル」として放送され、1996年と1997年12月はそれぞれ翌年（1997年と1998年）元日未明が別番組編成であることから1日繰り上げて12月31日未明（12月30日深夜）に放送された。
2012年3月の分は放送日・放送開始時間を通常より前倒しし、東日本大震災（東北地方太平洋沖地震・福島第一原子力発電所事故）発生から丸1年となる11日（日曜日）未明（10日（土曜日）深夜）に『朝まで生テレビ!スペシャル』が放送された（1:25 - 4:50に放送）。なお、この3月の放送が、通算300回記念放送となった（3月最終金曜日の翌日土曜日となる31日の放送はなかった）。
2016年3月の分も放送日・放送開始時間を通常より前倒しし、東日本大震災発生から丸5年となった12日（土曜日）未明（11日（金曜日）深夜）に放送された。
まれに、カレンダーや特別編成のスケジュールの都合（特に、毎年7月末に全英女子オープンゴルフ、西暦奇数年の世界水泳選手権大会や西暦4の倍数の年の夏季オリンピックや、その2年後の冬季オリンピックがアジア・オセアニア以外で行われる場合、その時差の都合上）により、翌月分として、当月分の振り替え分を含めて2回分放送するケースもある。

## スピンオフ番組

### スマホで“朝生”
テレビ朝日がサイバーエージェントと協業でローンチした、AbemaTVの開局記念としてニュース専門チャンネルAbemaNewsでスタートし、以降不定期で生配信されている討論特別番組。本家『朝生』の司会である田原と堀江が組んで、討論は朝生のセットに看板を掛け替えた朝生のスタジオで討論を行う。当該番組では本家同様Twitterのツイート募集も行うが、AbemaTVのコメント欄でも意見を募る。また、ネット配信番組での編成の自由さを生かし、直前番組の第1部『もうすぐスマホで“朝生”』と番組終了後の打ち上げの第3部『スマホで“朝生”打ち上げ』の模様も番組として配信。
| 配信回 | 配信日  | テーマ                                                                 | パネリスト / 備考                                                                               | 出典   |
| ------ | ------- | ---------------------------------------------------------------------- | ----------------------------------------------------------------------------------------------- | ------ |
| 2016年 |         |                                                                        |                                                                                                 |        |
| 001    | 4月18日 | 人工知能、ロボットが働く未来… ド〜なる仕事、ド〜するライフスタイル？！ | 小池龍之介/駒崎弘樹/椎木里佳/夏野剛/成毛眞/堀江貴文/村本大輔                                    | [ 18 ] |
| 002    | 9月13日 | 平成ニッポンの“愛と性”                                                 | 飯田泰之/牛窪恵/大島薫/北村邦夫/鈴木涼美/東小雪/ぺえ/堀江貴文/村本大輔/梨衣名                   | [ 19 ] |
| 2017年 |         |                                                                        |                                                                                                 |        |
| 003    | 3月21日 | AI革命時代の“幸せな生き方”                                             | 豊田真由子/小西洋之/雨宮処凛/池澤あやか/落合陽一/パックン/藤原和博/牧野正幸/米良はるか/堀江貴文 | [ 20 ] |

## その他
番組タイトルで「生」を謳って生放送を強調しており、番組中に視聴者からの意見を電話やFAXのほかに電子メールなどで募集する。田丸が司会を務めた時期は番組冒頭の意見募集告知直前に「もちろん今夜も」と述べていたが、事前収録の場合は事前に意見募集できず、番組公式サイトや番組冒頭で告知して田丸の「今夜も」発言はなかった。事前収録は放送前日の午後や夜に多く行われ、撮って出しされている。過去に4回、テレビ朝日以外のANN系列局スタジオで生放送と収録を行なっている。 
多人数を動員するイベント型番組であることから現場運営の一部は学生スタッフに委ねられており、山本へるみ（政治家）、坂本忠弘（元財務省官僚）、黒田昌義（国交省官僚）、江碕智三郎（外交官）、森崎めぐみ、春野恵子、中島多圭子、高木徹、中村百合子、石本沙織（フジテレビアナウンサー）、青木源太（元日本テレビアナウンサー）などを輩出した。
ハイビジョン制作だがアナログ放送でも上下黒帯のレターボックス（現社屋へ移転した2003年9月分の一部以降、VTR及び元旦スペシャル時のANNニュースコーナーのVTRが4:3映像の場合は額縁放送方式）で放送される。モノラル制作（モノステレオ放送）だったが、2010年4月放送分よりステレオ制作（フルステレオ放送）となる。
1988年7月分放送の「徹底討論・原発」は後日CMを除いて再放送した。1988年9月分放送回は「昭和63年秋 オリンピックと日本人」と表向きのタイトルを付けられていたが、企画段階より討論テーマは天皇制論議が企図されていた。天皇制を論じることを隠した発想は天皇制議論はいわゆる菊タブーへの挑戦であり、昭和天皇は危篤状態であることから右翼勢力などの妨害が想定され、対策として「スネークインスネークアウト」の方針が採用された。あらかじめ出演者の舛添要一と猪瀬直樹に切り出し役を依頼し、当時開催されていたソウルオリンピックに関連したナショナリズムの話題から天皇制へ議論を転換させる筋書きであった。この回の一部は、2009年2月1日に放送されたテレビ朝日50周年記念番組で放送された。
1990年6月分放送の「激論!日米安保!!米の狙いと日本の選択」で、田原が番組冒頭にパネリストの西部邁が安保闘争で死亡した学生運動家の樺美智子と恋愛関係にあったような発言をしたため、西部が激怒しスタジオから出て行ってしまった。後に田原は西部に謝罪した。
1992年6月分放送の「激論！どこへ行く!?自衛隊!!第２弾」で観客席の学生が番組終了後に激高し、パネリストとして出演していた自民党の柿澤弘治衆院議員（当時外務政務次官）につかみかかり、シャツが破れ眼鏡が壊れるなど被害が出た。後に学生が柿澤氏に謝罪したため事件にはならなかった。
2007年3月分放送の「東京・北京を繋いで大激論!」では史上初の日中同時放送を行い、日本側では副音声中国語による2か国語放送が実施されたが、北海道テレビ（札幌地区除く）と時差放送となった音声信号が常時ステレオのCS朝日ニュースターは中継回線使用料や放送設備都合など諸般の事情で実施されなかった。
番組終了時刻が早朝6時の時期は『やじうまワイド』と同様に塩田丸男が朝刊記事のトピックを紹介するコーナーがあったが、番組終了は1993年4月分より5時、現在は4時25分である。
スタジオ内へ観客として時事関心を持つ学生を複数の組織から招き入れ、田原が「あとで学生さんからも聞いてみようと思います」と2 - 3人に意見を述べる時間を与えていた。学生参加者が事前に記述したアンケートを元に発問する場合もあり、革マル派活動家がアジテーションを始めて田原と激論して物議を醸した。
メ〜テレではアニメの放送時間と重複し、月に一度アニメが休止していたが現在は土曜未明（金曜深夜）のアニメ枠は廃止されている。制作局のテレビ朝日では、2009年10月分以降当該時間に『お願い!ランキング』を放送しているが、2011年10月分から、当番組放送日には休止としている。2013年3月分をもって『お願い!ランキング』の金曜版の放送が終了。2022年4月分以降は当該時間に『東京トキメキ百貨店』・『BeauTV〜VoCE』・『バラバラ大作戦』を放送しており、同様に当番組放送日には休止。
毎年10月分は、朝日放送テレビがABCチャンピオンシップゴルフトーナメントの録画中継をローカルで放送することに配慮して、その大会が10月最終金曜の翌日土曜に重なる場合1週前倒しで放送することもある。
2011年1月分（29日）はAFCアジアカップ2011・3位決定戦を放送予定していたため、1週繰り下げ2月5日に放送した。
2010年12月分（2011年1月1日放送）の元旦スペシャルではTwitterとの連動という新しい試みが行われたが、視聴者からの投稿では番組がTwitterを使いこなせていないというものが多く、出演者の間に笑いが起こった。
2010年から2016年まで、北海道テレビが北海道ローカルで「北海道 朝まで生討論」を不定期に放送していた。
2013年7月分は本来当たる7月27日と翌週の8月3日が世界水泳バルセロナ（8月3日のみ全英リコー女子オープンと重複）の中継を放送するため、2週繰り下げて、8月10日 1:55- 4:55（9日 25:55 - 28:55）に放送。
2014年11月29日放送分では、同年12月2日公示・12月14日施行の第47回衆議院議員総選挙に関する討論を実施することになっており、荻上チキや小島慶子が一旦は出演を依頼されたが、直前にテレビ朝日側の意向で出演を取り止めることになった。荻上らはテレビ朝日から「中立・公正性の担保」を理由に断られたと主張している。
2017年4月13日には港区にて「『朝まで生テレビ！』30周年記念の集い」を開催。歴代キャスターの田丸美寿々、丸川珠代を始め、歴代4811人の論客から石破茂、平沢勝栄、山本一太、辻元清美、福島瑞穂、猪瀬直樹、西部邁、百地章、吉崎達彦、高森明勅、鈴木邦夫、雨宮処凛、田岡俊次、荻原博子、川村晃司、飯田哲也、池田信夫、岩田温、駒崎弘樹、荻上チキ、津田大介、古市憲寿、三浦瑠麗などが出席した。会場では第1回放送（1987年4月24日）の映像や、故人となった名論客の野坂昭如や大島渚の写真が映し出された。
2020年8月14、15日に掛けて戦後75年企画として、田原が厳選「日本の戦争と平和」をテーマに印象に残る放送回8回分を厳選した、「戦後75年企画 田原総一朗が厳選「朝まで生テレビ!激論!“日本の戦争と平和”」」をテレ朝チャンネル2にて編成され、27時間一挙放送された。
嘗てはパネリストの話を田原が途中で遮る事が屡々あったが、ここ数年は田原が高齢である事からその様な事は殆ど無くなり、むしろ、パネリストがプレゼンテーション的に話して田原がそれを黙って聞く事が多くなった。
番組初期は田原の背後に討論のテーマ（激論!ド〜する○○）がスタジオセットとして掲げられていたが、討論内容が左右に飛び過ぎてワンテーマで議論できなくなってきたため、1993年春ごろからマルチスクリーンを設置して、討論のテーマの他にパネリストの表情やスタジオの風景を映し出すようになった。
パネリストの登場曲は1989年元旦スペシャルから流れるようになった。それ以前は音楽なしで登場したり、先にパネリストが着席していて渡辺らが紹介したりしていた。
初期の登場シーンはパネリストはホリゾントの前に列をつくってスタジオに入場した。1989年大晦日の年越しスペシャルから番組のロゴの前に立って入場するようになった。

## 批判された発言
- 2009年4月25日の放送において、田原総一朗が北朝鮮による日本人拉致被害者について、既に死亡しており外務省もそれを承知しているとの発言をおこない、拉致被害者家族会はBPO（放送倫理番組向上機構）に「重大な人権侵害である」と人権侵害の申し立てを行った[24]。BPOは「人権侵害には当たらないが事実と異なる発言は放送倫理上問題がある」との見解を出した[25]。
- 2016年1月1日放送の『激論! 安倍政治 国民の選択と覚悟』において、安倍政権の経済政策（アベノミクス）の成果をめぐってパネリストたちと観覧客の建築板金業者の男性が意見交換していた際に、男性観覧客が「我々の業界（建築板金業）だけで言うと、あまり効果的には伝わっていないという印象」と述べたことに対し、田原総一朗が「民主党政権でも安倍政権でも同じ？」と質問したところ、男性が「民主党政権の時よりはまだ良いかな」と返す場面があった。しかし、その男性は自民党に所属する大森昭彦東京都大田区議であったことが発覚し、議員としての肩書を外して出席していたことから問題となった。大森区議は「議員という立場ではなく零細企業の経営者として意見を述べた。問題はない」と説明し、「テレビ朝日のスタッフと20年以上前から知り合いで、2003年に区議になる前から今までに20回くらいは観覧し、発言もしてきた。私が区議であることをスタッフは知っていた」と明かした。テレ朝広報部は「自民党の区議会議員という情報を、プロデューサーや出演者を含め番組内で共有できず、結果的に議員でもあることを紹介できなかった」「視聴者には説明不足となり、申し訳なく思っている」と謝罪した。この件について田原は「自民党の区議にしゃべらせるならば民主党や他の野党の区議にも話す機会を与えなければ不公平だ」「番組終了後に責任者のディレクターを呼んで、かなり叱りました」と話した[26][27]。
- 2018年1月1日の放送において、村本大輔が「（尖閣諸島を中国に侵略された時は）取られてもいいです。僕は明け渡します」「（沖縄は）もともと中国から取ったんでしょ」などと発言。他のコメンテーターや視聴者から非難が集中し、村本のTwitterは炎上した。後に沖縄を中国のものとしたことについては明と琉球王国の冊封関係を拡大解釈したものだったと反省した[28][29][30]。
- 2019年11月29日深夜の放送で田原総一朗が「ベネッセが自民党の下村博文衆議院議員に二千数百万円の献金をしている」との発言をしたが、下村は自身のフェイスブックでその事実を否定[31]。テレビ朝日もそのような事実はなかったとして、同年12月6日から7日にかけて、公式ホームページとツイッター、『スーパーJチャンネル』にて訂正・謝罪した[31][32]。また、2020年1月1日の元旦スペシャルにおいて、田原本人が事前収録のVTRにて謝罪をした。

## テーマの一覧
目次
| 1980年代 | 1987年 / 1988年 / 1989年                                                                |
| 1990年代 | 1990年 / 1991年 / 1992年 / 1993年 / 1994年 / 1995年 / 1996年 / 1997年 / 1998年 / 1999年 |
| 2000年代 | 2000年 / 2001年 / 2002年 / 2003年 / 2004年 / 2005年 / 2006年 / 2007年 / 2008年 / 2009年 |
| 2010年代 | 2010年 / 2011年 / 2012年 / 2013年 / 2014年 / 2015年 / 2016年 / 2017年 / 2018年 / 2019年 |
| 2020年代 | 2020年 / 2021年 / 2022年 / 2023年 / 2024年 / 2025年                                     |

- 放送日の欄は金曜日の日付ではなく、放送開始時刻の日付（多くの場合土曜日）で統一している。
- 正確な放送日が不明の場合、暦日上翌月1日の未明早朝あるいはそれ以降の日に放送された回でも、当月分として記載。

### 1980年代
| 回       | 放送日   | テーマ                                | 録画                     | パネリスト / 備考 | 出典                     |
| -------- | -------- | ------------------------------------- | ------------------------ | --- | ------------------------ |
| 1987年   | 1987年   | 翌年へ / 目次へ                       | 翌年へ / 目次へ          | 翌年へ / 目次へ | 翌年へ / 目次へ          |
| 001      | 4月25日  | 激論! 中曽根政治の功罪                |                          | 大宅映子/中川八洋/俵萠子/山本コウタロー/大島渚/菅直人/三宅久之/上田哲/黒柳明/田原総一朗/他司会：利根川裕 | [ 33 ]                   |
| 002      | 5月30日  | 日米危機!!                            |                          | 田原総一朗/他司会：筑紫哲也 | [ 33 ]                   |
| 003      | 6月26日  | 大討論! いま女の時代か                |                          | 山口玲子/俵萠子/樋口恵子/大島渚/塩田丸男/立川談志/他 | [ 33 ]                   |
| 004      | 8月1日   | 角栄政治は終わったか                  |                          | 大島渚/小沢遼子/グレゴリー・クラーク/蜷川真夫/広瀬道貞/福岡政行/室伏哲郎/吉岡忍/渡部昇一/山下元利/石井一/戸塚進也/野坂昭如/早坂茂三/斉藤隆景（当時：齋藤記念病院理事長、後の新潟県議会議員）/斉藤博 | [ 33 ]                   |
| 005      | 8月29日  | 若者100人、日韓衛星大討論             |                          | 松田九郎/木元教子/黒田勝弘/他 | [ 33 ]                   |
| 006      | 9月26日  | 世代激突! 若者達の愛国心              |                          | いいだもも/菅孝行/大島渚/長谷川和彦/舛添要一/松田九郎/野村秋介/コリーヌ・ブレ（当時：ジャーナリスト、リベラシオン特派員記者）/辻元清美（当時：ピースボート主宰）/西和彦大島渚の天皇に関する発言が民族主義団体から抗議を受ける。 | [ 33 ]                   |
| 007      | 10月31日 | 電話受けます! 竹下政治で徹底討論      |                          | 岸本重陳/小沢遼子/小中陽太郎/田久保忠衛/堀紘一/舛添要一/羽田孜/戸塚進也/江田五月/青木茂/神田香織/ロジャー・パルバース | [ 33 ]                   |
| 008      | 11月27日 | 今夜日本の防衛で徹底討論              |                          | 佐瀬昌盛/中川八洋/津島雄二/舛添要一/上田哲/前田哲男/北沢洋子/その他 | [ 33 ]                   |
| 009      | 12月31日 | 激論! '88 日本の政治と金と性          |                          | 大島渚/栗本慎一郎/呉智英/西山千明/猪瀬直樹/和田勉/広瀬隆/辻元清美/中島らも/デーブ・スペクター/その他 司会：田原総一朗、野坂昭如、山城新伍 | [ 33 ]                   |
| 1988年   | 1988年   | 前年へ / 翌年へ / 目次へ              | 前年へ / 翌年へ / 目次へ | 前年へ / 翌年へ / 目次へ | 前年へ / 翌年へ / 目次へ |
| 010      | 1月23日  | 所詮日本は東大社会か                  |                          | 江副浩正/金子郁容/黒川紀章/他 | [ 33 ]                   |
| 011      | 2月27日  | 日本、韓国、北朝鮮                    |                          | 小田実/李麗仙/野村秋介/黒田福美/安井吉典/他 | [ 33 ]                   |
| 012      | 3月26日  | テレビ「見る人・出る人・創る人」      |                          | 呉智英/栗本慎一郎/俵萠子/大島渚/野坂昭如/二木啓孝/桂文枝 (5代目)/黒木香/天野祐吉/鴨下信一(TBS)/河邑厚徳（NHK）/清水欣也（日本テレビ）/橋本佳子（ドキュメンタリージャパン）/倉内均（ネクサス）/藤岡和賀夫/デーブ・スペクター/デビッド・パワーズ/他 | [ 33 ]                   |
| 013      | 4月23日  | 激論! これでいいのか!? 日本の“野党”   |                          | 中川八洋/舛添要一/菅孝行/小中陽太郎/山口敏夫/岩垂寿喜男/中野寛成/江田五月/黒柳明/青木繁/松本善明/コリーヌ・ブレ | [ 33 ]                   |
| 014      | 5月28日  | 徹底討論! 誰が得する!? 農産物自由化   |                          | 大島渚/松田九郎/涌井徹/村野まさよし/他 | [ 33 ]                   |
| 015      | 6月25日  | 激論! ドーするTOKYO?                  |                          | 海老名美どり/他 | [ 33 ]                   |
| 016      | 7月29日  | 徹底討論・原発                        |                          | 大島渚/槌田敦/平井孝治（当時：九州大学工学部助手）/広瀬隆/渡辺昌介（当時：動力炉・核燃料開発事業団 環境資源部長）/近藤達男（当時：日本原子力研究所 燃料・材料工学部長）/沼宮内弼雄（当時：日本原子力研究所 保健物理部長）/竹内榮次（当時：中部電力原子力計画部長）/森雅英（当時：関西電力原子力本部副本部長）/田中紀夫（当時：日本エネルギー経済研究所研究理事）/石川迪夫 小原良子（伊方発電所出力調整実験 反対活動家 ）/中島哲演/石沢善成（常盤村農協組合長） コリーヌ・ブレ/小中陽太郎/暉峻淑子/山口令子（CNNキャスター）/逢坂國一/加納時男/西部邁/栗本慎一郎/舛添要一※1部、2部とでパネリスト席と雛壇が入替る為、大島、室田のみ通しで着座 | [ 33 ]                   |
| 017      | 8月27日  | 激論! プロ野球大論争!!                |                          | 武上四郎/大島渚/本阿弥清/野崎靖博/青田昇/西川のりお/江本孟紀/高橋三千綱/梅田香子/新宮正春/江夏豊/石川好/マーティ・キーナート/若林正人/斎藤禎（文藝春秋 編集長）/有本義明/ねじめ正一 | [ 33 ]                   |
| 018      | 10月1日  | 昭和63年秋 オリンピックと日本人       |                          | 山口敏夫/栗本慎一郎/大島渚/野坂昭如/西部邁/舛添要一/猪瀬直樹/八幡和郎/木元教子/山口令子/岡崎満義/小中陽太郎/渡部昇一/他真の討論テーマは天皇制論議。#該当節参照 | [ 33 ]                   |
| 019      | 10月29日 | 徹底討論!! 原発 第2弾!                |                          | 大島渚/石川好/宅間正夫（当時：東京電力原子力業務部部長）/石川迪夫/加納時男（当時：東京電力原子力本部副本部長）/板倉哲郎/堀紘一/槌田敦/室田武/西尾漠/高木仁三郎/暉峻淑子/山本コウタロー/野坂昭如 生越忠/久保晴一（青森県農協青年部協議会委員長、核燃料サイクル施設阻止農業者実行委員長）/山本正男/大和愛司（当時：動力炉・核燃料開発事業団 東海事業所安全管理部 安全対策課長）/住谷寛（当時：日本原燃サービス常務取締役）/鈴木雄太（当時：日本原燃サービス取締役調査部長）/橋本寿（当時：六ヶ所村村議会議員、六ヶ所村 原子燃料施設 対策協議会会長） 舛添要一※1部、2部、3部とでパネリスト席と雛壇が入替る                                     | [ 33 ]                   |
| 020      | 11月26日 | 検証! 昭和63年・冬                    |                          | 江田五月/大島渚/鈴木恒夫/暉峻淑子/戸塚進也/西部邁/野坂昭如/野村秋介/舛添要一/山谷えり子/室伏哲郎/ロジャー・パルバース/和田勉 | [ 33 ]                   |
| 021      | 12月31日 | どうする日本人 世界は警告する         |                          | コリーヌ・ブレ（リベラシオン特派記者）/ルベン・アビト（上智大学助教授）/高坂正堯（京都大学教授)/西部邁（評論家）/野坂昭如（作家）/石岡瑛子（アートディレクター）/大島渚（映画監督）/黒川紀章（建築家） ※年越しスペシャル第１部 |                          |
| 021      | 12月31日 | どこへ行く!? ニッポンと日本人         |                          | 大島渚/池田満寿夫/小田実/富野暉一郎/江田五月/石川好/日比野和幸/小中陽太郎/黒木香/渡部昇一/栗本慎一郎/猪瀬直樹/西部邁/野村秋介/舛添要一/八幡和郎/デーブ・スペクター/黒川紀章 ※年越しスペシャル第２部 | [ 33 ]                   |
| 1989年   | 1989年   | 前年へ / 翌年へ / 目次へ              | 前年へ / 翌年へ / 目次へ | 前年へ / 翌年へ / 目次へ | 前年へ / 翌年へ / 目次へ |
| 022      | 1月28日  | 激論! どうする!? 日本のジャーナリズム |                          | 天野祐吉/藤田太寅/西部邁/富岡隆夫（AERA初代編集長、編集委員）/ばばこういち/田畑光永/岡崎満義/長谷川直樹（テレビ朝日「天皇特番」総合プロデューサー）/ハンス・プリングスハイム（ロンドン・スタンダード東京特派員）/田川五郎（読売新聞編集委員）/大谷昭宏/二木啓孝/大島渚/黒木香/野坂昭如/志賀信夫/下村満子/呉智英 | [ 33 ]                   |
| 023      | 2月25日  | 徹底討論! 「平成元年」大喪政治危機!!  |                          | 大島渚/西部邁/舛添要一/下村満子/猪瀬直樹/ロジャー・パルバース/武村正義/山花貞夫/黒柳明/中野寛成/他 | [ 33 ]                   |
| 024      | 4月1日   | 徹底討論! ドーする日本のプロ野球!!    |                          | 江本孟紀/江夏豊/稲尾和久/東尾修/本阿弥清/大島渚/佐藤直子/赤瀬川準/水本義政/デーブ・スペクター/岡崎満義/石川好/太田真一/水野尚美 | [ 33 ]                   |
| 025      | 4月28日  | 崩壊竹下政治! ドーする!? 自由民主党   |                          | 大島渚/西部邁/野坂昭如/舛添要一/小沢遼子/石川好/高野盂/江田五月/上田耕一郎/岩垂寿喜男/柿澤弘治/戸塚進也/津島雄二/坂井弘一/安倍基雄/青木ひかる | [ 33 ]                   |
| 026      | 5月27日  | 国民大討論! 腐敗!?不信!? 日本の政治   |                          | | [ 33 ]                   |
| 027      | 7月1日   | 衝撃! 「天安門」どこへ行く社会主義!?  |                          | 小田実/和田春樹/安東仁兵衛/辻元清美/上田耕一郎/伊藤茂/石川真澄/高野孟/西部邁/下村満子/勝田吉太郎/渡部昇一/加藤紘一/舛添要一/天児慧 | [ 33 ]                   |
| 特別番組 | 7月23日  | '89参院選 徹底討論!朝まで生選挙       |                          | 戸塚信也（自民党）/笹川堯（自民党）/鈴木恒夫（自民党）/松本善明（共産党）/矢田部理（社会党）/広中和歌子（公明党）/堂本暁子（社会党）/塚田延充（民社党）/豊田稔（連合）/舛添要一/辻元清美/清水信次/恒松制治（獨協大学教授）/堀紘一/コリーヌ・ブレ/高野孟/大島渚 |                          |
| 028      | 7月29日  | 徹底討論! 人権と部落差別              |                          | 大島渚/野坂昭如/西部邁/高野孟/大谷昭宏/小中陽太郎/小森龍邦（部落解放同盟）/友永健三（部落解放研究所）/丹波正史（全国部落解放運動連合会）/森朴繁樹（地域改善対策研究所）/茗荷完二（全国自由同和会）/鈴木良（部落問題研究所）/寺澤亮一（全国同和教育研究協議会）/泉十次（同和問題にとりくむ宗教教団連帯会議）/稲葉三千男（東京国際大学教授）/もろさわようこ（部落差別・女性史研究家） | [ 33 ]                   |
| 029      | 8月26日  | 激論! 「野党連合政権」と日本          |                          | 上田哲/高沢寅男/黒柳明/塚田延充/正森成二/江田五月/中村鋭一/宇佐美忠信/山口敏夫/小杉隆/大島渚/海江田万里（当時：経済評論家）/舛添要一/清水信次/斎藤文男/二木啓孝/辻元清美 | [ 33 ]                   |
| 030      | 9月30日  | 激論! ドーする消費税!? なぜ税制改革か |                          | 早川勝/峯山昭範/安倍基雄/正森成二/小沢遼子/安藤実/筒井信隆/柿澤弘治/太田誠一/堀紘一/石井菜穂子/舛添要一/若林正人/高野孟/清水信次/海江田万里 | [ 33 ]                   |
| 031      | 10月28日 | 激論！開国or鎖国 ドーする外国人労働者 |                          | 大島渚/グレゴリー・クラーク/西部邁/辻元清美/舛添要一/石川好/内山安雄（作家）/陸培春（聯合早報コラムニスト）/林義郎/大石正光/手塚和彰/山口令子（気功家・ジャーナリスト）/小野五郎（信州大学経済学部教授、元通産省官僚）/郷宗親（東京商工会議所）/デーブ・スペクター | [ 33 ]                   |
| 032      | 11月24日 | 徹底討論! 人権と部落差別 第2弾        |                          | 大島渚/野坂昭如/小森龍邦/友永健三/茗荷完二/森朴繁樹/村崎勝利（全国部落解放運動連合会）/杉尾敏明（部落問題研究所、阪南大学教授）/原田奈翁雄（径書房代表）/もろさわようこ/大谷昭宏/高野孟/辻元清美/デーブ・スペクター/舛添要一 | [ 33 ]                   |
| 033      | 12月31日 | 激論! ドーする平成日本と1990年        |                          | 西尾幹二/西部邁/舛添要一/呉智英/小田実/大島渚/福島瑞穂（当時：弁護士）/猪瀬直樹/石川好/下村満子/デーブ・スペクター/清水信次/辻元清美/八幡和郎/高野盂/江田五月/柿沢弘治 | [ 33 ]                   |

### 1990年代
| 回     | 放送日   | テーマ                                                                             | 録画                     | パネリスト / 備考 | 出典                     |
| ------ | -------- | ---------------------------------------------------------------------------------- | ------------------------ | --- | ------------------------ |
| 1990年 | 1990年   | 前年へ / 翌年へ / 目次へ                                                           | 前年へ / 翌年へ / 目次へ | 前年へ / 翌年へ / 目次へ | 前年へ / 翌年へ / 目次へ |
| 034    | 1月27日  | 激論! 総選挙迫る!! 変わるか日本の政治                                              |                          | 佐高信/江田五月/ロジャー・パルパース/他 | [ 33 ]                   |
| 035    | 2月24日  | 激論! 日本の右翼と言論の自由と暴力!!                                               |                          | 浅沼美智雄/岸本力男（全日本愛国者団体会議理事長）/木村三浩/四宮正貴/鈴木邦夫/箱崎一像（日本青年社情宣局長）/松本効三（民族革新会議副議長）/須藤久/大島渚/野坂昭如/西部邁/小田実/小中陽太郎/小沢遼子/高野孟/舛添要一/高木正幸/野村秋介 | [ 33 ]                   |
| 036    | 3月31日  | 激論! 凶悪犯罪と「少年法」と「人権」                                               |                          | デーブ・スペクター/杉原美津子/宮川俊彦（評論家・国語作文教育研究所所長）/須藤甚一郎/佐柄木俊郎（朝日新聞論説委員）/小田晋/板倉宏/舛添要一/戸塚宏/飯干晃一/菊田幸一/吉峯康博（弁護士）/福島瑞穂/栗本慎一郎/はやしたけし（フリーライター） 司会：大島渚 | [ 33 ]                   |
| 037    | 4月28日  | 激論! ドーするアメリカ!? ドーなる日本                                              |                          | 大島渚/舛添要一/高野盂/堀紘一/清水信次/高市早苗/西尾幹二/デーブ・スペクター/ジョージ・フィールズ/八幡和郎/江田五月/小林興起/柿澤弘治/野坂昭如/下村満子 | [ 33 ]                   |
| 038    | 5月26日  | 激論! 日韓新時代と朝鮮半島の平和!!                                                 |                          | 辺真一/西岡力/他 | [ 33 ]                   |
| 039    | 6月30日  | 激論! 日米安保!! 米の狙いと日本の選択                                              |                          | 大島渚/野坂昭如/小田実/舛添要一/栗本慎一郎/高野孟/田岡俊次/下村満子/愛知和男/浜田卓二郎/上田哲/吉田吉典/小川和久/高市早苗/竹田五郎/マイケル・グリーン | [ 33 ]                   |
| 040    | 7月28日  | 激論! 地球新時代の戦争と平知と核                                                   |                          | イーデス・ハンソン/他テレビ朝日での収録ではなく､系列の広島ホームテレビでの収録 | [ 33 ]                   |
| 041    | 9月1日   | 徹底討論! 中東危機!! ドーする日本!?                                                |                          | 大島渚/西部邁/石川好/舛添要一/高野盂/野村秋介/佐藤欣子/辻元清美/高市早苗/田岡俊次/デーブ・スペクター/山崎拓/柿沢弘治/矢田部理/筒井信隆/他 | [ 33 ]                   |
| 042    | 9月28日  | 激論! 中東危機! ドーする日本!? 第2弾                                               |                          | 大島渚/高野盂/小田実/高市早苗/デーブ・スペクター/堀紘一/八幡和郎/江田五月/他 | [ 33 ]                   |
| 043    | 10月27日 | 激論! どこへ行く?! 自衛隊!!                                                        |                          | 色川大吉/大島渚/グレン・デービス（当時：ブルムバーグ・ビジネスニュース編集長）/源川幸夫/佐藤欣子/首藤信彦/田岡俊次/高野孟/陳澤禎（聯合報東京特派員）/辻元清美/西尾幹二/舛添要一/柿澤弘治/小林興起/松原脩雄/筒井信隆/上田耕一郎 | [ 33 ]                   |
| 044    | 11月24日 | 激論! 象徴天皇制とニッポン                                                         |                          | 大島渚/色川大吉/中島三千男/猪瀬直樹/高森明勅/野村秋介/小沢遼子/大原康男/佐藤欣子/亀井淳/鈴木邦男/大谷昭宏/ヴァルド・ヴィリエルモ | [ 33 ]                   |
| 045    | 12月31日 | 激論! 待ったなし! 日本の選択と決断                                                 |                          | 西川りゅうじん/他 | [ 33 ]                   |
| 1991年 | 1991年   | 前年へ / 翌年へ / 目次へ                                                           | 前年へ / 翌年へ / 目次へ | 前年へ / 翌年へ / 目次へ | 前年へ / 翌年へ / 目次へ |
| 046    | 1月26日  | 異議あり! 湾岸戦争                                                                 |                          | 大島渚/猪瀬直樹/舛添要一/寺谷弘壬/鈴木恒夫/浜田卓二郎/他 | [ 33 ]                   |
| 047    | 2月23日  | 激論! イラク完全撤退!! 湾岸戦争終結!?                                              |                          | 山崎拓/筒井信隆/下村満子/田岡俊次/他 | [ 33 ]                   |
| 048    | 3月30日  | 激論! 「東京戦争」と日本の政治!!                                                   |                          | 中西啓介/小沢遼子/他 | [ 33 ]                   |
| 049    | 4月27日  | 徹底討論! 「日本国憲法」と世界の平和                                               |                          | 大島渚/色川大吉/小林節/江田五月/鈴木邦男/舛添要一/北沢洋子/他 | [ 33 ]                   |
| 050    | 6月1日   | 激論! 日本が危ない!? ドーする若者たち!!                                            |                          | 大島渚/舛添要一/古賀暹（当時：情況編集長）/呉智英/堀紘一/黒木香/デーブ・スペクター/野坂昭如/栗本慎一郎/丹羽健夫（当時：河合塾進学教育本部長）/キャロル久末/波頭亮/中谷彰宏/小峯隆生 | [ 33 ]                   |
| 051    | 6月29日  | 緊急激論! 土井辞任!! ドーなる社会党!?                                              |                          | 野坂昭如/辻元清美/小峯隆生/他 | [ 33 ]                   |
| 052    | 7月27日  | 激論! 「証券スキャンダル」と「企業社会」                                           |                          | 堀紘一/他 | [ 33 ]                   |
| 053    | 8月31日  | 衝撃! 共産党解体! 崩壊か!? ソ連邦!!                                                |                          | | [ 33 ]                   |
| 054    | 9月28日  | 激論! 宗教と若者                                                                   |                          | 栗本慎一郎/石川好/池田晶子/村井秀夫/麻原彰晃/上祐史浩/杉浦実/島田裕巳/西部邁/池田昭/下村満子/景山民夫/真杉文紀（幸福の科学指導局局長）/阪口頼邦（幸福の科学事務局部長）/小林健祐（幸福の科学事務局課長）/中島渉（小説家）/大月隆寛/松本知子※放送当時はホーリーネーム「ヤソーダラー」名義で出演 | [ 33 ]                   |
| 055    | 10月26日 | 激論! こんな日本に誰がした!?                                                       |                          | 西部邁/栗本慎一郎/内田春菊/石井苗子/コリーヌ・ブレ/吉廣紀代子（ジャーナリスト、元報知新聞記者）/後藤えり子/石原一子/菅原眞理子/伊東秀子///野坂昭如司会：渡辺宜嗣、田丸美寿々 | [ 33 ]                   |
| 056    | 11月30日 | 日米開戦50年! 太平洋戦争と東京裁判                                                 |                          | 松浦晃一郎/浅井基文/小山仁志/上田耕一郎/オーティス・ケーリ/ヴァルド・ヴィリエルモ/姜尚中/張煥利（新華社駐日記者）/高野孟/土門周平/西部邁/大原康男/安藤仁介/田岡俊次/舛添要一/小沢遼子/上坂冬子 | [ 33 ]                   |
| 057    | 12月31日 | 激論! 世紀末大異変とテレビ                                                         |                          | 大島渚/猪瀬直樹/小池百合子/内田忠男/松本方哉/田畑光永/清水欣也/他 | [ 33 ]                   |
| 1992年 | 1992年   | 前年へ / 翌年へ / 目次へ                                                           | 前年へ / 翌年へ / 目次へ | 前年へ / 翌年へ / 目次へ | 前年へ / 翌年へ / 目次へ |
| 058    | 2月1日   | 激論! 外国人急増! ドーするニッポン!?                                               |                          | 大島渚/ケント・ギルバート/堀紘一/三木恵美子/金子雅臣/姜尚中/浜田卓二郎/他 | [ 33 ]                   |
| 059    | 2月29日  | 激論! 暴力団はなぜなくならないか!?                                                 |                          | 大島渚/野坂昭如/西部邁/野村秋介/小沢遼子/石附弘/篠崎芳明/宮沢浩一/村橋泰志/田中紘三/大谷昭宏/遠藤誠/安部譲二/飯干晃一/家田荘子/高山登久太郎（VTR出演） | [ 33 ]                   |
| 060    | 3月28日  | 激論! 政治が日本を滅ぼす!?                                                         |                          | 大島渚/浜田マキ子/茂木敏充/岡田克也/石原伸晃/他 | [ 33 ]                   |
| 061    | 4月25日  | 激論! 人類が地球に住めなくなる日!?                                                 |                          | 西部邁/景山民夫/きくちゆみ/他 | [ 33 ]                   |
| 062    | 5月30日  | 激論! 「差別・人権」と表現の自由!                                                  |                          | 大島渚/西部邁/小森龍邦/友永健三/小林初枝/石川好/姜尚中/野坂昭如/志賀信夫/高木正幸/五十嵐二葉/大谷昭宏/小沢遼子/デーブ・スペクター | [ 33 ]                   |
| 063    | 6月27日  | 激論! どこへ行く?! 自衛隊!! 第2弾                                                  |                          | 色川大吉/上田哲/大島渚/柿澤弘治/姜尚中/志方俊之/デーブ・スペクター/田岡俊次/高野孟/辻元清美/西部邁/西村六善/前田哲男/舛添要一/松川正昭（当時：陸上自衛隊1等陸佐）/山口昇（当時：陸上自衛隊2等陸佐） | [ 33 ]                   |
| 064    | 8月1日   | 激論! 我ら「戦無派」と国際貢献!                                                    |                          | 太田房江/他司会：鳥越俊太郎 | [ 33 ]                   |
| 065    | 8月29日  | 激論! 学校が危ない!?                                                               |                          | 大島渚/見城美枝子/保坂展人/山本コウタロー/戸塚宏/他司会：鳥越俊太郎 | [ 33 ]                   |
| 066    | 9月26日  | 徹底討論! 自民党解体か!?                                                           |                          | 大島渚/西部邁/室伏哲郎/高市早苗/石川真澄/伊藤公介/石破茂/トーマス・リード/他 | [ 33 ]                   |
| 067    | 10月31日 | 激論! 自民党解体!! 再編か!?                                                        |                          | 大島渚/高野盂/小沢遼子/戸塚信也/太田誠一/津島雄二/仙谷由人/北川正恭/他 | [ 33 ]                   |
| 068    | 11月28日 | 激論! 「竹下失墜!?」と「自民党政治崩壊!?」                                         |                          | 大島渚/舛添要一/江田五月/伊東秀子/山口二郎/佐藤欣子/辛淑玉/菊池久/他 | [ 33 ]                   |
| 069    | 12月31日 | 激論! 日本が危ない!!                                                               |                          | | [ 33 ]                   |
| 1993年 | 1993年   | 前年へ / 翌年へ / 目次へ                                                           | 前年へ / 翌年へ / 目次へ | 前年へ / 翌年へ / 目次へ | 前年へ / 翌年へ / 目次へ |
| 070    | 1月30日  | 激論! 衛星生中継「クリントンと日米新時代」                                         |                          | 大島渚/榊原英資/田岡俊次/舛添要一/ウィリアム・オデム/他 | [ 33 ]                   |
| 071    | 2月27日  | 激論! テレビの「ヤラセ」と情報時代                                                 |                          | 大島渚/猪瀬直樹/下村満子/志賀信夫/梨元勝/大川豊/飯星恵子/川村晃司/曾我健/他 | [ 33 ]                   |
| 072    | 3月27日  | 激論! 政治とジャーナリズム                                                         |                          | 大島渚/島桂次/岸井成格/二木啓孝/ゲプハルト・ヒールシャー/下村満子/姜尚中/太田誠一/土本武司/他番組時間尺短縮に伴い、塩田の「やじ馬新聞」が終了 | [ 33 ]                   |
| 073    | 5月1日   | 激論! 国際貢献と国連                                                               |                          | 大島渚/ケン・ジョセフ/柴野多伊三/他時間尺がAM 5:00に1時間短縮 | [ 33 ]                   |
| 074    | 5月29日  | 激論! 国際貢献で血を流せるか!?                                                     |                          | | [ 33 ]                   |
| 075    | 6月26日  | 激論! 自民党分裂! 変わるか? 日本                                                   |                          | | [ 33 ]                   |
| 076    | 7月31日  | 激論! 野党連立政権成る? 新首相は誰に!?                                             |                          | | [ 33 ]                   |
| 077    | 8月28日  | 激論! 官僚は日本をダメにしたか!?                                                   |                          | 大島渚/榊原英資/柳沢伯夫/堀紘一/他 | [ 33 ]                   |
| 078    | 9月25日  | 激論! 「侵略戦争」と戦後補償                                                       |                          | 小田実/田中宏/高木健一/小沢遼子/姜尚中/辻元清美/海江田万里/塩田丸男/大原康男 /西岡力/中川八洋/石井苗子/純丘曜彰司会：鳥越俊太郎 | [ 33 ]                   |
| 079    | 10月30日 | 激論! 表現の自由と差別                                                             |                          | | [ 33 ]                   |
| 080    | 11月27日 | 激論! 日本のコメが危ない!?                                                         |                          | | [ 33 ]                   |
| 081    | 12月31日 | 激論! 日本が危ない2!!                                                              |                          | | [ 33 ]                   |
| 1994年 | 1994年   | 前年へ / 翌年へ / 目次へ                                                           | 前年へ / 翌年へ / 目次へ | 前年へ / 翌年へ / 目次へ | 前年へ / 翌年へ / 目次へ |
| 082    | 1月29日  | 激論! ドーなる? 「政治改革」と「細川政権」                                         |                          | | [ 33 ]                   |
| 083    | 2月26日  | 激論! 日米は「危険な関係」か? ドーなる大不況!?                                     |                          | | [ 33 ]                   |
| 084    | 3月26日  | 激論! 大丈夫か? 日本のコメ                                                         |                          | | [ 33 ]                   |
| 085    | 4月30日  | 激論! 政局動乱!! 羽田政権と日本の命運                                              |                          | | [ 33 ]                   |
| 086    | 5月28日  | 激論! 「北朝鮮核疑惑」と日本の対応!?                                               |                          | | [ 33 ]                   |
| 087    | 6月25日  | 激論! 羽田内閣不信任!? 政局大混迷と日本の命運!?                                    |                          | | [ 33 ]                   |
| 088    | 7月30日  | 激論! 「会社主義」の崩壊とニッポン                                                 |                          | | [ 33 ]                   |
| 089    | 8月27日  | 激論! 僕ら新・戦無派の戦争と平和と金と性                                           |                          | 野坂昭如/舛添要一/辛淑玉/大仁田厚/デーブ・スペクター/小田実 1994年8月時点の若者100人：日本民主青年同盟（山崎智子）/一水会（槇泰智）/松下政経塾（横江公美）/日韓学生会議/日露学生会議/模擬国連（三葛敦志）/丸の内青年倶楽部/全関東学生雄弁連盟所属学生/NPO法人 アガペハウス/日本新党学生フォーラム/国際青年環境NGO A SEED JAPAN/あぁルナティックシアター若手劇団員/アメリカ合衆国、韓国、中国（方淳）、バングラデシュ留学生 | [ 33 ]                   |
| 090    | 10月1日  | 激論! 村山連立政権の正体!?                                                         |                          | | [ 33 ]                   |
| 091    | 10月29日 | 激論! 異議あり、ニッポン                                                           |                          | | [ 33 ]                   |
| 092    | 11月26日 | 激論! 官僚が日本を滅ぼす!?                                                         |                          | | [ 33 ]                   |
| 093    | 12月31日 | 徹底討論! 日本は生き残れるか?                                                      |                          | | [ 33 ]                   |
| 1995年 | 1995年   | 前年へ / 翌年へ / 目次へ                                                           | 前年へ / 翌年へ / 目次へ | 前年へ / 翌年へ / 目次へ | 前年へ / 翌年へ / 目次へ |
| 094    | 1月28日  | 惨! 「阪神大震災」に何を学ぶか!?                                                   |                          | | [ 33 ]                   |
| 095    | 2月25日  | 激論! 「阪神復興」へ私達は何をすべきか!?                                           |                          | | [ 33 ]                   |
| 096    | 4月1日   | 徹底検証!「オウム真理教」と「サリン事件」                                          |                          | 上祐史浩/青山吉伸/高山勇三/坂元新之輔/飯干晃一/遠藤誠/大島渚/大林高士/小林久三/島田裕巳/鳥越俊太郎/二木啓孝/室生忠/森謙治 | [ 33 ]                   |
| 097    | 4月29日  | 検証!「オウム真理教事件」とは何か!?                                                |                          | | [ 33 ]                   |
| 098    | 5月27日  | 総括!「オウム真理教」と闇の真相                                                    |                          | | [ 33 ]                   |
| 099    | 7月1日   | 激論! 現代ニッポンと宗教                                                           |                          | 石井苗子/井尻千男/上田紀行/大島渚/クライン孝子/純丘曜彰/川村邦光/高森明勅/竹村真一（文化人類学者）/西部邁/フマユン・A・ムガール/ペマ・ギャルポ/宮台真司/森岡正博/山崎龍明 | [ 33 ]                   |
| 100    | 8月6日   | 100回記念スペシャル!! 激論! 戦後ニッポンと天皇制とオウム                           |                          | 大島渚/小林よしのり/金美齢/鈴木邦男/井尻千男 | [ 33 ]                   |
| -      | 8月      | 特別企画100回記念第2弾「朝生」は何を論じてきたか!?                                 |                          | VTR総集編 |                          |
| 101    | 9月      | 激論! 核実験強行とあいまいな!? 日本                                                |                          | |                          |
| -      | 10月     | 番外編・危機発生!! その時日本は…!?                                                 |                          | 司会：鳥越俊太郎 |                          |
| 102    | 10月     | 激論! ドーする「宗教法人法＆破防法」                                               |                          | |                          |
| 103    | 11月     | 激論! 沖縄の怒りと日米安保                                                         |                          | 大島渚/舛添要一/志方俊之/鈴木宗男/ケント・ギルバート/小沢遼子/知花昌一/田岡俊次 |                          |
| 104    | 12月     | 若手激論スペシャル!! 俺たちに明日はあるのか!?                                      |                          | 宮崎哲弥/ランキン・タクシー/他司会：梶原しげる、丸川珠代（当時テレビ朝日アナウンサー） |                          |
| 105    | 12月     | 大激論! 大変だぞ! ニッポン!!                                                       |                          | |                          |
| 1996年 | 1996年   | 前年へ / 翌年へ / 目次へ                                                           | 前年へ / 翌年へ / 目次へ | 前年へ / 翌年へ / 目次へ | 前年へ / 翌年へ / 目次へ |
| 106    | 1月      | 激論! 住専問題と橋本新政権                                                         |                          | 大島渚/紺谷典子/石破茂/海江田万里/岩佐恵美/椎名麻紗枝/高野孟/佐佐木吉之助/西部邁/水谷研治/若林正人/太田誠一/簗瀬進/関治男/舛添要一 |                          |
| 107    | 2月      | 激論! 住専問題と大蔵省の功罪                                                       |                          | |                          |
| 108    | 3月      | ホンネ激論! 日韓共生の道はあるか!?                                                 |                          | 野坂昭如/海野福寿/秦郁彦/小沢遼子/高野孟/舛添要一/西部邁/池東迫/鄭光謨/李在昱/柳在順/朴仙容/鄭東鎬/楊恵景/辺真一 |                          |
| 109    | 4月      | 激論! 「TBSビデオ問題」とテレビ・ジャーナリズム                                    |                          | 猪瀬直樹/大蔵碓之助/大谷哲郎/川村晃司/木元教子/小玉美意子/須藤甚一郎/西部邁/田川一郎/千秋健/デーブ・スペクター/鳥越俊太郎/二木啓孝/服部孝章/ばばこういち/山崎裕 |                          |
| 110    | 5月      | 激論! 死刑制度の是非?!                                                             |                          | 石井苗子/岩井信（弁護士）/上田紀行/遠藤誠/菊田幸一/金美齢/呉智英/菅沼光弘/高市早苗/高野孟/藤永幸治/牧義行/舛添要一/宮崎哲弥/若一光司/森田泰元（VTR出演）司会：蜷川真夫 | [ 34 ] [ 35 ]            |
| 111    | 6月29日  | 今、国民投票を考える!!                                                             |                          | 柿澤弘治/左近正男/高市早苗/松あきら/今井一/坂東眞理子/志村史夫/高野孟/竹花光範/玉城義和/堀紘一/八幡和郎司会：蜷川真夫 | [ 36 ] [ 37 ]            |
| 112    | 7月13日  | 激論! 日本異常事態宣言・若者編 女子高生とニッポン!                                 |                          | 飯島愛/井尻千男/大前研一/河上亮一/木元教子/ドリアン助川/福島瑞穂/藤井誠二/藤井良樹/西部邁/宮台真司司会：梶原しげる | [ 38 ] [ 39 ]            |
| 113    | 8月24日  | 激論! 沖縄の怒りと日米安保・第2弾                                                  |                          | 新崎盛暉/衛藤征士郎/小沢遼子/小田実/喜納昌吉/桑江テル子（基地・軍隊を許さない行動する女たちの会 事務局長）/サム・ジェームソン（ジャーナリスト、元ロサンゼルス・タイムズ 東京支局長）/志方俊之/田岡俊次/高野孟/西部邁/兵頭二十八/舛添要一/吉田康彦 | [ 40 ]                   |
| 114    | 9月28日  | 激論! こんな日本に誰がした! ド〜する根腐れニッポン?!                               |                          | 嵐山光三郎/井沢元彦/小田実/黒川紀章/小林亜星/下村満子/辛淑玉/鈴木邦男/テリー伊藤/中島らも/藤井良樹/宮崎哲弥/山崎哲司会：野坂昭如 | [ 41 ]                   |
| 115    | 10月26日 | 激論! どこへ行く?! 日本の政治!                                                     |                          | 島村宜伸/栗本慎一郎/西川太一郎/中田宏/海江田万里/穀田恵二/石川真澄/小沢遼子/高野孟/西部邁/舛添要一/八幡和郎/若林正人/他 | [ 42 ]                   |
| 116    | 11月30日 | 激白! 元日本兵50人が語る「戦争と平和」                                             | 録画                     | 海老名香葉子/下村満子/小林よしのり/秦郁彦/藤岡信勝/高木健一/むのたけじ/他元日本帝国軍人50人司会：野坂昭如 | [ 43 ]                   |
| 117    | 12月31日 | 激論! 官僚が日本を滅ぼす?!                                                         |                          | 加藤周二/斉藤栄/八幡和郎/岩國哲人/海江田万里/小林興起/筆坂秀世/古川元久/石川好/猪瀬直樹/紺谷典子/高野孟/テリー伊藤/西部邁/樋口恵子/ビル・トッテン/舛添要一 | [ 44 ]                   |
| 1997年 | 1997年   | 前年へ / 翌年へ / 目次へ                                                           | 前年へ / 翌年へ / 目次へ | 前年へ / 翌年へ / 目次へ | 前年へ / 翌年へ / 目次へ |
| 118    | 2月1日   | 激論! 教科書“従軍慰安婦”記述は是か非か?!                                           |                          | 吉見義明/上杉聰/梶村太一郎/西野瑠美子/藤岡信勝/小林よしのり/秦郁彦/西尾幹二/デーブ・スペクター/下村満子/長谷川潤/高嶋伸欣/西岡力/尹健次司会：水口義朗 | [ 45 ]                   |
| 119    | 3月1日   | 緊急討論! 鄧小平氏死去、ドーなる中国!?                                             |                          | 井尻秀憲/河添恵子/季宏/木村三浩/金美齢/呉智英/孔健/志方俊之/高野孟/戸張東夫/ペマ・ギャルポ/游仲勲/舛添要一 | [ 46 ]                   |
| 120    | 3月29日  | 激論! “援助交際”とニッポン!                                                        |                          | 安部譲二/尾木直樹/小田晋/ケント・ギルバート/桜井武/佐藤欣子/野坂昭如/馳浩/速水由紀子/藤井誠二/宮淑子/宮台真司/和田秀樹司会：蜷川真夫 | [ 47 ]                   |
| 121    | 4月26日  | 激論! ペルー事件の教訓とニッポン!                                                  |                          | 伊藤千尋/猪瀬直樹/小田実/姜尚中/鈴木宗男/田岡俊次/辻元清美/テリー伊藤/西部邁/野坂昭如/堀紘一/舛添要一/三島健二郎/桃井和馬/森本敏 | [ 48 ]                   |
| 122    | 5月      | 激論! ドーなる? 北朝鮮、ドーする? 日本!                                            |                          | 石井苗子/上田哲/柿澤弘治/志方俊之/重村智計/辛淑玉/菅沼光弘/関寛治/高野孟/テリー伊藤/西岡力/許文道/舛添要一/吉田康彦司会：水口義朗 | [ 49 ]                   |
| 123    | 6月      | 激論! 現代日本の狂気と闇                                                           |                          | 上田紀行/大谷昭宏/岡田斗司夫/香山リカ/川田龍平/坂井三郎/苫米地英斗/西部邁/福沢恵子/藤井良樹/宮崎哲弥/宮崎学/宮台真司/若林正人/和田秀樹司会：水口義朗 | [ 50 ]                   |
| 124    | 7月      | 激論! 14歳の冷血と少年法                                                           |                          | 大島渚/大谷昭宏/小田晋/尾木直樹/河上亮一/ケント・ギルバート/鳥山敏子/見沢知廉/山田万里子/藤井誠二/他現役中学教師30名司会：水口義朗 | [ 51 ]                   |
| 125    | 8月      | 激論! 誰のせいだ?! このニッポン                                                    |                          | 大谷昭宏/岡田斗司夫/小沢遼子/香山リカ/切通理作/高野孟/テリー伊藤/中林美恵子/藤井良樹/舛添要一/宮崎哲弥/吉岡達也 | [ 52 ]                   |
| 126    | 9月      | 激論! “在日”とニッポン                                                             |                          | 青木定雄/金敬得/金両基/辛淑玉/崔順姫/鄭甲寿/朴慶南/梁石日/池東旭/石川好/井尻千男/植田剛彦/金美齢/ケント・ギルバート/野坂昭如司会：梶原しげる | [ 53 ]                   |
| 127    | 10月     | 激論! どうする?! 行革・どうなる?! 日本                                             |                          | 荒井広幸/猪瀬直樹/大前研一/小林興起/笹川堯/仙谷由人/高市早苗/舛添要一/水谷研治/村上誠一郎/八幡和郎/山田厚史 時間尺がAM 4:00に1時間短縮 | [ 54 ]                   |
| 128    | 11月     | 激論! 金融破綻続発! ドーなる日本?!                                                 |                          | 清水信次/鈴木淑夫/高野孟/西部邁/ビル・トッテン/堀紘一/水野隆徳/水谷研治/山田厚史/若林正人/紺谷典子/津島雄二 | [ 55 ]                   |
| 129    | 12月31日 | 激論! '98どうなるニッポン?! 再生の道はあるか?                                      |                          | 猪瀬直樹/エンノ・ベルント/清水信次/テリー伊藤/中林美恵子/西部邁/野坂昭如/水谷研治/水野隆徳/山田厚史/塩崎恭久/小池百合子/古川元久/上田耕一郎 | [ 56 ]                   |
| 1998年 | 1998年   | 前年へ / 翌年へ / 目次へ                                                           | 前年へ / 翌年へ / 目次へ | 前年へ / 翌年へ / 目次へ | 前年へ / 翌年へ / 目次へ |
| 130    | 1月      | 激論! どうにかしてくれ! この日本                                                   |                          | 井尻千男/今井一/岡田斗司夫/高野孟/舛添要一/宮崎哲弥/甘利明/小林興起/小池百合子/岩國哲人/穀田恵二/辻元清美 | [ 57 ]                   |
| 131    | 2月      | 激論! 少年達はなぜキレるのか!?                                                     |                          | 安部譲二/尾木直樹/河上亮一/寺脇研/ピーター・フランクル/福島瑞穂/藤井誠二/宮台真司/四方繁利（当時：都内公立中学校教頭、映像文化批評家）/大谷猛夫（当時：都内公立中学教師・社会）/熊倉峰広（当時：都内公立中学教師・国語）/長谷川潤（当時：大阪公立中学教師・国語）/吉村葉留枝（当時：都内公立中学校養護教諭）/島田益吉（当時：東京都公立中等学校PTA協議会会長）/足立信幸（当時：東京都公立中学校PTA協議会総務理事）/古賀節子（当時：都内公立中学校PTA会長）/千葉小夕起（当時：目黒区中学校PTA）/高津隆（当時：日本父親学会会員、会社員） | [ 58 ]                   |
| 132    | 3月      | 激論! 大蔵省の功罪と日本!!                                                         |                          | 池坊雅史（当時：池坊短期大学学長、元大蔵省官僚）/栗本慎一郎/佐藤道夫/スコット・ハーズ/須田慎一郎/高野孟/テリー伊藤/浜田卓二郎/古川元久/舛添要一/宮崎哲弥/八幡和郎/山田厚史 | [ 59 ]                   |
| 133    | 4月      | 激論! 田舎が都会をクイつぶす?!                                                     |                          | アン・マクドナルド/石原伸晃/猪瀬直樹/岩國哲人/大宅映子/親松貞義/齋藤愼/千保一夫/内藤尚/中越武義/堀紘一/松岡利勝/村野まさよし/青島幸男（VTR出演） | [ 60 ]                   |
| 134    | 5月      | 激論! アメリカ流は正義か?!                                                         |                          | 石井苗子/石川好/伊藤俊也/片岡鉄哉/喜納昌吉/呉智英/高野孟/西部邁/ピーター・ランダース/堀紘一/宮崎哲弥/森本敏 | [ 61 ]                   |
| 135    | 6月      | 激論! がんばれ! ニッポン 〜大学生100人大討論〜                                     |                          | 猪瀬直樹/岡田斗司夫/濤川栄太/宮崎哲弥/1998年6月当時の大学生100名（男女各50名） | [ 62 ]                   |
| 136    | 7月      | 紳助と語ろう! 中学生はいま                                                         | 一部 録画                | 寺脇研/マキノ正幸/河上亮一/小沢遼子/塩田丸男/藤井誠二/中学生50名・現役教師50名・父母50名司会：島田紳助 | [ 63 ]                   |
| 137    | 8月      | 日中平和友好条約締結20周年・江沢民国家主席来日記念 日・中市民大討論!               |                          | 衛藤瀋吉/小島朋之/高野孟/田畑光永/戸張東夫/蓮舫/劉徳有/陸国忠/林国本/張云方/高海寛/楊晶 | [ 64 ]                   |
| 138    | 9月      | 激論! どうなる?! 長銀問題と金融危機                                                |                          | 古川元久/鈴木淑夫/西田猛/佐々木憲昭/糸瀬茂/宮崎学/山田厚史/石原伸晃/渡辺喜美/枝野幸男/上田勇/辻元清美/設楽清嗣/堀紘一 | [ 65 ]                   |
| 139    | 10月     | 激論! 「戦争論」と日本                                                             |                          | 井尻千男/姜尚中/金美齢/小林よしのり/坂井三郎/高野孟/辻元清美/濤川栄太/松井やより/宮崎哲弥 | [ 66 ]                   |
| 140    | 11月     | 激論! ホントに「NO」といえるか?! 日本                                              |                          | 石川好/石原慎太郎/岡崎久彦/鈴木壮治/中林美恵子/堀紘一/水野隆徳/森本敏/湯浅卓/ロバート・グロンディン（元外国法事務弁護士、ホワイト&ケース法律事務所） | [ 67 ]                   |
| 141    | 12月     | 激論! ガンバレニッポン＆日本人                                                     |                          | 石原伸晃/渡辺喜美/枝野幸男/小池百合子/佐々木憲昭/辻元清美/大島渚/木村三浩/金美齢/デーブ・スペクター/野坂昭如/松崎菊也/宮崎哲弥 | [ 68 ]                   |
| 1999年 | 1999年   | 前年へ / 翌年へ / 目次へ                                                           | 前年へ / 翌年へ / 目次へ | 前年へ / 翌年へ / 目次へ | 前年へ / 翌年へ / 目次へ |
| 142    | 1月      | 激論! 朝鮮半島有事と新ガイドライン テポドン恐怖がもたらす新しい考え方              |                          | 金明哲/志方俊之/田岡俊次/高野孟/立山紘毅/池東旭/森本敏/吉田康彦/中谷元/仙谷由人/西村眞悟/辻元清美 | [ 69 ]                   |
| 143    | 2月      | 激論! 都知事は私だ! 主要候補6人緊急出演                                            | 録画                     | 野末陳平/三上満/舛添要一/鳩山邦夫/柿澤弘治/明石康/西岡久惠/堀紘一/村野まさよし（放送作家）/八幡和郎※放送日時点で、1999年東京都知事選挙で当選した石原慎太郎は出馬表明を実施していない為に未出演 | [ 70 ]                   |
| 144    | 3月      | 激論! 日の丸・君が代 国旗・国家は必要か                                            |                          | 上杉千年/大谷昭宏/穀田恵二/小林節/小森龍邦/佐藤文明/高市早苗/辻元清美/濤川栄太/西村眞悟/平沢勝栄/藤井誠二 | [ 71 ]                   |
| 145    | 4月      | 激論! “学級崩壊”と日本の教育 今、戦後教育は見直される?                             |                          | 尾木直樹/河上亮一/クライン孝子/ケント・ギルバート/樽谷賢二（当時：大阪府公立小学校教師）/寺脇研/鳥山敏子/濤川栄太/西澤清（当時：日本教職員組合副委員長）/藤井誠二/三上満/諸富祥彦 | [ 72 ]                   |
| 146    | 5月      | 激論! もし、あなたの隣に“オウム”が来たらどうしますか? あれから4年、まだ終わらない? |                          | 石橋郁雄/遠藤誠/岡村幸四郎/小沢遼子/小野毅/ケント・ギルバート/佐藤道夫/菅沼光弘/舘野喜重郎/土本武司/二木啓孝/山崎哲/荒木浩/広末晃敏 | [ 73 ]                   |
| 147    | 6月      | 激論! 迷走する日本民主主義 いつのまにか、決まっている。                            |                          | 井尻千男/菅沼光弘/田中康夫/藤井厳喜/宮崎学/宮崎哲弥/平沢勝栄/西村眞悟/上田勇/枝野幸男/木島日出夫/保坂展人 | [ 74 ]                   |
| 148    | 7月      | 激論! 日本に明日はあるか?! 来世紀のリーダーここに集う                              |                          | 浅尾慶一郎/今井一/石原伸晃/大谷昭宏/岡田斗司夫/佐野美和/辻元清美/宮崎哲弥/村野まさよし/和田秀樹司会：梶原しげる・蓮舫 | [ 75 ]                   |
| 149    | 8月      | 激論! 日本が“自立”する時 戦後今だに続く米国の呪縛                                  |                          | 石原伸晃/平沢勝栄/枝野幸男/遠藤乙彦/東祥三/穀田恵二/福島瑞穂/石川好/井尻千男/猪瀬直樹/工藤雪枝/宮崎哲弥/森本敏 | [ 76 ]                   |
| 150    | 9月      | 徹底討論! 公明党 つながりの力・数の力・信念の力                                    |                          | 北側一雄/遠藤乙彦/池坊保子/白浜一良/西口浩（当時：創価学会副会長、広報室長）/白川勝彦/平沢勝栄/仙谷由人/石川真澄/福岡政行/二木啓孝/山崎龍明司会：渡辺宜嗣・丸川珠代 | [ 77 ]                   |
| 151    | 10月     | 激論! 東海村“臨界”事故と原子力の未来 世代を越える目に見えない力……                  |                          | アイリーン・美緒子・スミス（ユージン・スミス妻、環境ジャーナリスト）/明石昇二郎/石川迪夫/荻野晃也（当時：京都大学工学部原子工学科助手・理学博士）/加納時男/木元教子/久保寺昭子（当時：東京理科大学薬学部教授）/齋藤伸三（当時：日本原子力研究所・東海研究所所長）/竹村英明（元グリンピースジャパン）/槌田敦/藤井靖彦（当時：東京工業大学原子炉工学研究所長）/吉井英勝 | [ 78 ]                   |
| 152    | 11月     | 激論! リストラの嵐とサラリーマンの選択 世紀末に終身雇用の幻影……                    |                          | 奥谷禮子/亀井静香/草野厚/設楽清嗣/島田晴雄/清水信次/堀紘一/松浦清春（当時：連合副事務局長）/水谷研治/山田厚史/和田秀樹 | [ 79 ]                   |
| 153    | 翌1月2日 | 激論! 「新たな戦争」の時代か? 20世紀最後の年、それはデジタルの年……                 |                          | 石原伸晃/枝野幸男/岡田斗司夫/金子勝/高野孟/田中康夫/堀紘一/舛添要一/宮崎哲弥/宮崎緑/森本敏/山田厚史/和田秀樹例年、番組を編成してる12月31日（1月1日深夜）に『24時間地球大騒ぎ!!カウントダウン2000』が編成された事に伴い、翌年1月1日（1月2日未明）に編成された | [ 80 ]                   |

### 2000年代
| 回     | 放送日   | テーマ                                                                                   | 録画                     | パネリスト / 備考 | 出典                     |
| ------ | -------- | ---------------------------------------------------------------------------------------- | ------------------------ | --- | ------------------------ |
| 2000年 | 2000年   | 前年へ / 翌年へ / 目次へ                                                                 | 前年へ / 翌年へ / 目次へ | 前年へ / 翌年へ / 目次へ | 前年へ / 翌年へ / 目次へ |
| 154    | 1月      | 激論! 日本の自立とアジア本音 21世紀に亜細亜はどう変わる…                                 |                          | イーザ・ユスロン（コンパス (新聞)特派員）/金美齢/グエン・ヴィン・トロン（ホーチミン市さくら日本語学校理事長）/池東旭/杜進/林華生/デーブ・スペクター/草野厚/塩崎恭久/高野孟/武見敬三/辻元清美/森本敏 | [ 81 ]                   |
| 155    | 2月      | 激論! 民主主義は要らない!? 強行採決・野党欠席・市民投票、国会の役割は…                   |                          | 今井一/小林節/田中康夫/八木秀次/茂木敏充/平沢勝栄/西田猛/古川元久/穀田恵二/辻元清美/佐藤道夫 | [ 82 ]                   |
| 156    | 3月      | 激論! 日本の家族が危ない?! 大人の世界、こどもの世界、孤独な世界                          |                          | アグネス・チャン/池内ひろ美/喜入克/グレゴリー・クラーク/寺脇研/富田富士也/濤川栄太/藤井誠二/藤崎育子/八木秀次/和田秀樹/他 | [ 83 ]                   |
| 157    | 4月      | 激論! 日本国憲法 禁断の呪縛を解かれるか……                                                |                          | 石川好/姜尚中/小林節/高野孟/西原博史/西部邁/平沢勝栄/魚住裕一郎/浅尾慶一郎/平野貞夫/小泉親司/辻元清美 | [ 84 ]                   |
| 158    | 5月      | 激論! 総選挙迫る! 21世紀の日本の争点と選択は? 永田町は崩壊か結束か……                     |                          | 石原伸晃/高市早苗/赤松正雄/西田猛/枝野幸男/穀田恵二/東祥三/辻元清美/猪瀬直樹/金子勝/草野厚/福岡政行/宮崎哲弥/森本敏 | [ 85 ]                   |
| 159    | 6月      | 激論! 少年犯罪と少年法 正常か? 異常か? 少年に潜むもの……                                  |                          | 佐藤欣子/瀬戸則夫（弁護士）/武るり子（少年犯罪被害者当事者の会 代表）/千葉紘子/蝶野正洋/藤井誠二/保坂展人/町澤静夫/水口義朗/宮崎学/宮崎哲弥/本村洋 | [ 86 ]                   |
| 160    | 7月      | 激論! 21世紀ニッポンの“戦略” 老兵は死、新兵に政治は託された……                            |                          | 石原伸晃/中谷元/枝野幸男/末松義規/東祥三/穀田恵二/辻元清美/井尻千男/金子勝/金美齢/宮崎哲弥/森本敏 | [ 87 ]                   |
| 161    | 8月      | 激論! 日本の“国民教育” 21世紀に求められる教育とは……                                      |                          | 大谷昭宏/河上亮一/草野厚/坂井三郎/栄陽子/高市早苗/武見敬三/田中康夫/寺脇研/原陽子/保坂展人/和田秀樹 | [ 88 ]                   |
| 162    | 9月      | 今、女の時代か!? 男と女の大論争                                                          |                          | 石原里紗/大泉博子/奥谷禮子/小沢遼子/酒井あゆみ/遙洋子/日比野みさき（当時：専業主婦連合会会長）/福島瑞穂/猪瀬直樹/堀紘一/水口義朗/宮崎哲弥 | [ 89 ]                   |
| 163    | 10月     | 徹底討論! 激変する朝鮮半島と在日コリアン                                                 |                          | 重村智計/田岡俊次/辻元清美/平沢勝栄/吉田康彦 ・総連系：卞宰洙（文芸評論家）/洪祥進（朝鮮人強制連行調査団事務局長）/全哲男（朝鮮新報論説委員）/梁玉出（朝鮮大学校教員） ・民団系：徐龍達（桃山学院大学教授）/金総領（ジャーナリスト）/朴鉄民（雑誌編集人）/姜誠（ルポライター） | [ 90 ]                   |
| 164    | 11月     | 激論! 加藤政変劇と日本の政治!!                                                           |                          | 小林興起/平沢勝栄/武見敬三/山本一太/高木陽介/小池百合子/枝野幸男/東祥三/木島日出夫/辻元清美/金子勝/岸井成格/福岡政行 | [ 91 ]                   |
| 165    | 12月     | 21世紀は日本の世紀か!?                                                                   |                          | 渡辺喜美/山本一太/枝野幸男/筆坂秀世/辻元清美/金子勝/斎木尚子（当時：外務省北米二課長）/島田晴雄/鈴木寛/田中康夫/野坂昭如/遙洋子/山田厚史 ・オブザーバー（外国人ジャーナリスト） アン・マクドナルド（カナダ出身、ライター、エッセイスト）/トニー・ラズロ/ピーター・ランダース（ウォール・ストリート・ジャーナル東京支局長）/ベンジャミン・フルフォード/劉黎児（台湾出身、作家）他                                                   | [ 92 ]                   |
| 2001年 | 2001年   | 前年へ / 翌年へ / 目次へ                                                                 | 前年へ / 翌年へ / 目次へ | 前年へ / 翌年へ / 目次へ | 前年へ / 翌年へ / 目次へ |
| 166    | 1月26日  | 激論! 日本の戦争                                                                         |                          | 猪瀬直樹/笠原十九司/姜尚中/草野厚/土門周平/中村粲/秦郁彦/橋爪大三郎/山田朗/小池百合子/辻元清美 | [ 93 ]                   |
| 167    | 2月      | 有害番組とメディア規制                                                                   |                          | 猪瀬直樹/植田豊喜（当時：TBSテレビ報道局編集主幹）/大谷昭宏/岡留安則/川村晃司/ケント・ギルバート/真田範行（弁護士）/世耕弘成/土屋敏男/テリー伊藤/服部孝章（当時：立教大学社会学部社会学科 教授）/森治美（脚本家）/八代英太/吉田秀夫 | [ 94 ]                   |
| 168    | 3月31日  | 日本を不幸にする政治?!                                                                   |                          | 石原伸晃/大村秀章/高木陽介/鶴保庸介/枝野幸男/樽床伸二/東祥三/小池晃/辻元清美/中田宏/金子勝/今井一/下村満子/宮崎哲弥 | [ 95 ]                   |
| 169    | 4月      | 激論! 小泉新政権と日本の政治                                                             |                          | 石原伸晃/小林興起/大村秀章/松島みどり/高木陽介/小池百合子/枝野幸男/達増拓也/小池晃/辻元清美/中田宏/金子勝/白石真澄/歳川隆雄/ベンジャミン・フルフォード/宮崎哲弥 | [ 96 ]                   |
| 170    | 5月      | 激論! “歴史教科書問題”とは何か!?                                                         |                          | 下村博文/高市早苗/仙谷由人/福島瑞穂/上杉聰/姜尚中/黄栄植（韓国日報 東京特派員）/黄文雄/高嶋伸欣/西尾幹二/西岡力/秦郁彦/藤岡信勝/和田春樹 | [ 97 ]                   |
| 171    | 6月      | 激論! 小泉政権と参院選                                                                   |                          | 熊代昭彦/平沢勝栄/高木陽介/西川太一郎/枝野幸男/東祥三/佐々木憲昭/辻元清美/金子勝/木元教子/草野厚/歳川隆雄/宮崎哲弥/森本敏 | [ 98 ]                   |
| 172    | 7月      | 激論! 靖国問題ってなんだ?!                                                               |                          | 王智新/大原康男/姜尚中/工藤雪枝/清水信次/辻元清美/西尾幹二/平沢勝栄/ゲプハルト・ヒールシャー/水島朝穂/百地章司会：渡辺宜嗣 | [ 99 ]                   |
| 173    | 8月      | 激論! どうなる国民生活!?                                                                 |                          | 根本匠/山本幸三/大村秀章/枝野幸男/古川元久/金子勝/島田晴雄/白石真澄/ピーター・ランダース/松原聡/水野隆徳（エコノミスト）/森永卓郎 | [ 100 ]                  |
| 174    | 9月      | 激論! 開戦直前?! 新たな戦争と日本                                                        |                          | 石破茂/平沢勝栄/首藤信彦/東祥三/辻元清美/足立正生/アレズ・ファクレジャハニ（当時：東京工業大学大学院生）/ケント・ギルバート/田岡俊次/フマユン・A・ムガール/水口章/森本敏 | [ 101 ]                  |
| 175    | 10月     | 激論! “アフガン空爆作戦”は本当に成功したのか?                                            |                          | アミン・コヒィ（占い師、貿易会社社長）/石破茂/飯塚正人/笈川博一/河野太郎/森本敏/首藤信彦/田岡俊次/デーブ・スペクター/辻元清美/歳川隆雄/宮崎哲弥 | [ 102 ]                  |
| 176    | 11月     | 激論! 日本国が崩壊する日!? 〜経済は再生できるか〜                                        |                          | 栗原博久/河野太郎/小林興起/根本匠/枝野幸男/中田宏/猪瀬直樹/植草一秀/江田憲司/金子勝/松原聡/宮崎哲弥/森永卓郎 | [ 103 ]                  |
| 177    | 翌1月1日 | 激論! 小泉純一郎は日本国民を幸せにするのか?                                              |                          | 荒井広幸/平沢勝栄/渡辺喜美/枝野幸男/首藤信彦/辻元清美/猪瀬直樹/植草一秀/金子勝/紺谷典子/島田晴雄/野坂昭如/宮崎哲弥/森本敏 | [ 104 ]                  |
| 2002年 | 2002年   | 前年へ / 翌年へ / 目次へ                                                                 | 前年へ / 翌年へ / 目次へ | 前年へ / 翌年へ / 目次へ | 前年へ / 翌年へ / 目次へ |
| 178    | 1月26日  | 激論! 日本国の“国益”を考える                                                             |                          | 江田憲司/大村秀章/河野太郎/高市早苗/達増拓也/辻元清美/根本匠/古川元久/宮崎哲弥/八幡和郎/屋山太郎/山本一太 | [ 105 ]                  |
| 179    | 2月23日  | 激論! 小泉首相は“抵抗勢力”か?                                                            |                          | 小林興起/平沢勝栄/下村博文/河村たかし/浅尾慶一郎/東祥三/佐々木憲昭/辻元清美/江田憲司/草野厚/堀紘一/宮崎哲弥 | [ 106 ]                  |
| 180    | 3月30日  | 激論! 言論・表現の自由が消える日!?                                                       |                          | 井尻千男/熊代昭彦/佐久間達哉/新美育文/藤井昭夫/桂敬一/蟹瀬誠一/小宮山洋子/坂井眞（弁護士）/歳川隆雄/二木啓孝/宮崎哲弥/吉岡忍 | [ 107 ]                  |
| 181    | 4月27日  | 激論! 「有事法制」備えあれば憂いなし?                                                    |                          | 石破茂/山本一太/山口那津男/渡辺周/鎌田さゆり/東祥三/小泉親司/今川正美/姜尚中/工藤雪枝/志方俊之/田岡俊次/田中康夫/水島朝穂 | [ 108 ]                  |
| 182    | 6月1日   | 激論! 亡命事件と日本の外交                                                               |                          | 平沢勝栄/山本一太/首藤信彦/東祥三/緒方靖夫/山口壮/久枝譲治/中村仁威（当時：外務省安全保障政策課長補佐）/金美齢/草野厚/歳川隆雄/秦郁彦/森本敏/吉田康彦 | [ 109 ]                  |
| 183    | 6月29日  | 激論! 石原慎太郎とナショナリズム                                                         |                          | 市川周/大谷昭宏/小沢遼子/金子勝/穀田恵二/徳田虎雄/西村眞悟/西尾幹二/野坂昭如/花岡信昭/矢崎泰久/山口二郎 | [ 110 ]                  |
| 184    | 7月27日  | 激論! 小泉政権の中間総括                                                                 |                          | 小林興起/根本匠/高木陽介/小沢鋭仁/穀田恵二/福島瑞穂/猪瀬直樹/江田憲司/金子勝/歳川隆雄/松原聡/宮崎哲弥 | [ 111 ]                  |
| 185    | 8月31日  | 激論! 「劇場型政治」の功罪                                                               |                          | 井尻千男/川村晃司/姜尚中/草野厚/熊代昭彦/小宮山洋子/服部孝章（当時：立教大学社会学部社会学科 教授）/ばばこういち/二木啓孝/八木秀次/山本一太/宮崎哲弥 | [ 112 ]                  |
| 186    | 9月28日  | 激論! アメリカは正義の国か? 〜北朝鮮・イラク・中東〜                                     |                          | 石破茂/平沢勝栄/山本一太/枝野幸男/東祥三/足立正生/姜尚中/木村三浩/重村智計/デーブ・スペクター/歳川隆雄/中林美恵子/森本敏 | [ 113 ]                  |
| 187    | 11月9日  | 激論! 拉致と核と日本の安全保障                                                           |                          | 平沢勝栄/山本一太/首藤信彦/東祥三/小沢遼子/姜尚中/重村智計/池東旭/西岡力/野坂昭如/森本敏/宮崎哲弥/吉田康彦 | [ 114 ]                  |
| 188    | 11月30日 | 激論! これでいいのか日本! 〜歴史認識・北朝鮮・安全保障〜                                 |                          | 阿形充規/上田哲/木村三浩/穀田恵二/四宮正貴/高木陽介/中林美恵子/秦郁彦/ばばこういち/平沢勝栄/保坂展人/吉田康彦/大谷昭宏 | [ 115 ] [ 116 ]          |
| 189    | 翌1月1日 | 激論! 2003・どこへいくニッポン! 〜戦後民主主義とナショナリズム〜                         |                          | 山本一太/穀田恵二/天野礼子/片岡都美/金子勝/姜尚中/西尾幹二/野坂昭如/宮崎哲弥/森本敏/八木秀次/山田厚史/吉田康彦/宮崎学 | [ 117 ]                  |
| 2003年 | 2003年   | 前年へ / 翌年へ / 目次へ                                                                 | 前年へ / 翌年へ / 目次へ | 前年へ / 翌年へ / 目次へ | 前年へ / 翌年へ / 目次へ |
| 190    | 2月1日   | 激論! アメリカは「ならず者」国家か!?                                                     |                          | 石川好/岡崎久彦/小田実/金子勝/姜尚中/岸井成格/西部邁/松本健一 | [ 118 ]                  |
| 191    | 3月1日   | 激論! ノーモア小泉・菅…若手論客の日本の選択 〜イラク戦争・北朝鮮と日本のナショナリズム〜 |                          | 阿久津博康/勝谷誠彦/工藤雪枝/田中宇/中林美恵子/宮崎哲弥/宮台真司/村田晃嗣/山本一太/和田秀樹/金子勝/宮崎学 | [ 119 ]                  |
| 192    | 3月29日  | 激論! イラク戦争はいつ終わるのか!?                                                       |                          | 東祥三/勝谷誠彦/金子勝/川村晃司/コリーヌ・ブレ/首藤信彦/田岡俊次/高橋和夫/ベンジャミン・フルフォード/宮崎哲弥/村田晃嗣/森本敏/山本一太 | [ 120 ]                  |
| 193    | 4月26日  | 激論! 最強の帝国主義? アメリカの正体                                                     |                          | 金子勝/姜尚中/河野太郎/小林よしのり/ジェームズ・ワグナー（当時：ニューズウィーク日本版 副編集長）/重信メイ/重村智計/田中宇/原口一博/宮崎哲弥/村田晃嗣/森本敏 | [ 121 ]                  |
| 194    | 5月31日  | 激論! 最強の“帝国”アメリカ PART2                                                         |                          | 平沢勝栄/山本一太/原口一博/青山繁晴/大谷昭宏/姜尚中/きくちゆみ（環境ジャーナリスト、政治活動家）/小林よしのり/宮崎哲弥/村田晃嗣/森本敏/重村智計 | [ 122 ]                  |
| 195    | 6月28日  | 激論! ど〜する北朝鮮問題?!                                                               |                          | 李秉璿（ビョンソン）（当時：文化日報元東京特派員）/姜尚中/小池百合子/志方俊之/重村智計/朱建栄/鄭甲寿（コリアNGOセンター代表理事、ワンコリアフェスティバル実行委員長）/デーブ・スペクター/平沢勝栄/保坂展人/村田晃嗣/吉田康彦/蓮舫/渡辺周 | [ 123 ]                  |
| 196    | 8月2日   | 激論! 若者の暴走・獣性と無責任大人で日本沈没?                                            |                          | 池内ひろ美/井尻千男/大谷昭宏/長田百合子/勝谷誠彦/喜入克/熊代昭彦/西尾幹二/藤井誠二/福島瑞穂/宮崎哲弥/宮台真司/和田秀樹 | [ 124 ]                  |
| 197    | 8月30日  | 激論! “愛国心”と“国益” 〜このままで日本はいいのか?!〜                                    |                          | 金子勝/姜尚中/金美齢/小林よしのり/高野孟/西部邁/樋口恵子/森本敏 | [ 125 ]                  |
| 198    | 9月27日  | 激論! 小泉新内閣誕生! 迫る総選挙?! どうなる日本!                                         |                          | 栗原博久/山本一太/遠山清彦/原口一博/樋高剛/佐々木憲昭/植田至紀/松原聡/宮崎哲弥/村田晃嗣/山田厚史/横江公美 ・政治家を志す元若手官僚等：井上信治/上野賢一郎/はなし康弘/北神圭朗/福島伸享/上田けい子（当時：社民党衆院議員秘書、三和総合研究所研究員） | [ 126 ]                  |
| 199    | 11月8日  | 激論! 総選挙目前! どうする?! どうなる日本?!                                              |                          | 山本一太/小林温/浅尾慶一郎/鈴木寛/遠山清彦/小池晃/鶴保庸介/福島瑞穂/小沢遼子/金子勝/宮崎哲弥/松原聡/村田晃嗣 | [ 127 ]                  |
| 200    | 11月29日 | 衝撃! テロ続発! 緊迫するイラク情勢 次は日本か?                                           |                          | 姜尚中/穀田恵二/小林よしのり/小宮山洋子/小森陽一/田岡俊次/高橋和夫/武見敬三/宮崎哲弥/村田晃嗣/森本敏/潮匡人 | [ 128 ]                  |
| 201    | 翌1月1日 | 激論! 生きのびよ、日本!                                                                  |                          | 阿久津博康/勝谷誠彦/姜尚中/工藤雪枝/穀田恵二/小林よしのり/高橋和夫/武見敬三/原口一博/宮崎哲弥/村田晃嗣/森本敏/吉田康彦/福島瑞穂 | [ 129 ]                  |
| 2004年 | 2004年   | 前年へ / 翌年へ / 目次へ                                                                 | 前年へ / 翌年へ / 目次へ | 前年へ / 翌年へ / 目次へ | 前年へ / 翌年へ / 目次へ |
| 202    | 1月31日  | 激論! 今、なぜ“改憲”か?                                                                  |                          | 山本一太/高木陽介/古川元久/小泉親司/姜尚中/草野厚/工藤雪枝/小林節/小林よしのり/小森陽一/ばばこういち/宮崎哲弥/村田晃嗣 | [ 130 ]                  |
| 203    | 2月28日  | 激論! 崩壊? 日本の年金制度                                                               |                          | 熊代昭彦/大村秀章/福島豊/古川元久/小池晃/荻原博子/金子勝/須田慎一郎/遙洋子/松原聡/山崎泰彦 | [ 131 ]                  |
| 204    | 3月27日  | 激論! オウム・連合赤軍は終わらない?!                                                     |                          | 植垣康博/勝谷誠彦/香山リカ/喜入克/小阪修平/小林よしのり/島田裕巳/鈴木邦男/土本武司/遙洋子/宮崎哲弥/宮崎学/森達也 | [ 132 ]                  |
| 205    | 5月1日   | 激論! 憎悪と虐殺!! イラクの未来は?!                                                      |                          | アレズ・ファクレジャハニ/勝谷誠彦/川村晃司/木村三浩/小林よしのり/橋田信介/首藤信彦/高橋和夫/武見敬三/遠山清彦/宮崎哲弥/村田晃嗣/森本敏/安田純平 | [ 133 ]                  |
| 206    | 5月29日  | 激論! 日朝会談の真相と小泉外交                                                           |                          | 青山繁晴/勝谷誠彦/木村剛/小林よしのり/重村智計/原口一博/日垣隆/平沢勝栄/宮台真司/宮崎学/森本敏/山本一太/柳在順司会：宮崎哲弥 | [ 134 ]                  |
| 207    | 6月26日  | 徹底討論! 皇室とニッポン!                                                                |                          | 猪瀬直樹/笠原英彦/工藤雪枝/小林よしのり/小宮山洋子/四宮正貴/高橋紘/遙洋子/宮崎哲弥/森岡正宏/八木秀次 | [ 136 ]                  |
| 208    | 7月31日  | 激論! 日本のプロ野球が滅亡する?!                                                         | 録画                     | 江本孟紀/栗山英樹/坂井保之/二宮清純/遙洋子/東尾修/広瀬一郎/古田敦也/堀江貴文/三宅久之/ヨネスケ | [ 137 ]                  |
| 209    | 9月4日   | 激論! 日米同盟は本当に必要か?! 沖縄ヘリ事故と日米同盟                                    |                          | 糸数慶子/岡崎久彦/姜尚中/小林よしのり/下地幹郎/田岡俊次/中林美恵子/長島昭久/宮崎哲弥/村田晃嗣 | [ 138 ]                  |
| 210    | 9月25日  | 日本のプロ野球はどこへ行くのか?                                                          |                          | 伊藤修/小林至/坂井保之/坂本幸夫（元読売巨人軍オーナー秘書兼広報部長）/玉木正之/テリー伊藤/野崎靖博/野村克也/広瀬一郎/村田佳壽子 | [ 139 ]                  |
| 211    | 11月6日  | 激論! 日本の命運を握る超大国の新戦略と小泉外交 どうする!? 日・中・米 新時代              |                          | 枝野幸男/王曙光（拓殖大学国際開発学部アジア太平洋学科 教授）/姜尚中/勝谷誠彦/小林よしのり/ジェームズ・ワグナー/朱建栄/田畑光永/宮崎哲弥/村田晃嗣/森本敏/山田厚史/山本一太/呂英華（ジャーナリスト） | [ 140 ]                  |
| 212    | 11月27日 | 激論! 小泉首相の決断と責任 〜中国・イラク・北朝鮮〜                                      |                          | 青山繁晴/金子勝/姜尚中/小林よしのり/高橋和夫/中林美恵子/松原仁/村田晃嗣/森本敏/山本一太/吉田康彦 | [ 141 ]                  |
| 213    | 翌1月1日 | 激論! 拉致問題と北朝鮮・中国・アメリカ 〜“定年”を迎える戦後民主主義〜                    |                          | 青山繁晴/秋尾沙戸子/石高健次（当時：朝日放送報道局ドキュメンタリー担当部長）/猪瀬直樹/枝野幸男/王曙光/勝谷誠彦/姜尚中/小林よしのり/小坂浩彰/平沢勝栄/福島瑞穂/宮崎哲弥/村田晃嗣/森本敏/山本一太 | [ 142 ]                  |
| 2005年 | 2005年   | 前年へ / 翌年へ / 目次へ                                                                 | 前年へ / 翌年へ / 目次へ | 前年へ / 翌年へ / 目次へ | 前年へ / 翌年へ / 目次へ |
| 214    | 1月29日  | 激論! こんな教育が日本を滅ぼす?!                                                         |                          | 長田百合子/喜入克/小林よしのり/高篠栄子（学びの場.com（内田洋行）編集長）/中井浩一/福島瑞穂/藤井誠二/水谷修/宮崎哲弥/森越康雄/吉田博彦/和田秀樹 | [ 143 ]                  |
| 215    | 2月26日  | 激論! 第2期ブッシュ政権はどこへ行く? 〜ブッシュは世界を幸福にできるか!?〜                |                          | 青山繁晴/大野元裕/香山リカ/姜尚中/小林よしのり/重村智計/末延吉正/末松義規/田中宇/村田晃嗣/森本敏/山本一太/吉崎達彦 | [ 144 ]                  |
| 216    | 4月2日   | 激論! ホリエモン現象と日本社会                                                           |                          | 浅尾慶一郎/板倉雄一郎/大谷昭宏/小飼弾/小林興起/紺谷典子/辛淑玉/デーブ・スペクター/永沢徹/ベンジャミン・フルフォード/堀紘一/山田厚史 | [ 145 ]                  |
| 217    | 4月30日  | 激論! 反日デモと日中新時代                                                               |                          | 青山繁晴/王曙光/賈珊（ジャーナリスト）/姜尚中/金文学/小林よしのり/葉千栄/田畑光永/秦郁彦/福島瑞穂/森本敏/山本一太 | [ 146 ]                  |
| 218    | 5月28日  | 激論! 小泉外交の戦略と国益                                                               |                          | 勝谷誠彦/姜尚中/小林よしのり/穀田恵二/田岡俊次/田中宇/重村智計/宮崎哲弥/村田晃嗣/森本敏/山本一太/葉千栄/吉田康彦 | [ 147 ]                  |
| 219    | 7月2日   | 激論! 敗戦60年! 元帝国軍人があの戦争を斬る!                                              | 録画                     | 阿部三郎（海軍中尉）/池部良（陸軍中尉、俳優）/大村富美夫（陸軍上等兵）/沖原紀夫（海軍大尉）/小澤一彦（海軍大尉）/加藤六月（陸軍士官候補生、元衆議院議員）/簡茂松（陸軍上等兵）/木下迪介（陸軍上等兵）/斉藤一好（海軍大尉）/太宰信明（海軍二等航空兵曹）/寺嶋芳彦（海軍兵曹長）/名越二荒之助（陸軍軍曹）/松浦喜一（陸軍少尉）/佐島直子/明珍美紀/遥洋子                                                                              | [ 148 ]                  |
| 220    | 8月6日   | 激論! 第2弾元帝国軍人が戦争の全てを語る!                                                 | 録画                     | 井上理二（海軍二等兵曹、駆逐艦磯風乗組員）/小板橋孝策（海軍上等兵曹、重巡愛宕乗組員）/小灘利春（海軍大尉、回天搭乗員）/鈴木英男（海軍中尉、神雷部隊桜花隊分隊士）/武井松太郎（海軍上等水兵、軍艦武蔵会会長）/斎藤邦雄（陸軍上等兵）/篠塚良雄（関東軍731部隊）/鈴木忠蔵（陸軍伍長）/高橋正二（陸軍参謀、大本営参謀）/土門周平（陸軍士官学校卒 陸軍戦車連隊中隊長）/佐島直子/明珍美紀（毎日新聞社会部記者、元新聞労連委員長）/遙洋子 | [ 149 ]                  |
| 221    | 8月27日  | 激論! 小泉純一郎にこれからの日本を任せるのか?                                            |                          | 山本一太/蓮舫/遠山清彦/大門実紀史/福島瑞穂/勝谷誠彦/金子勝/荻原博子/末延吉正/松原聡/宮崎哲弥/他 | [ 150 ]                  |
| 222    | 10月1日  | 激論! 圧勝小泉の狙いとニッポン                                                           |                          | 河野太郎/原口一博/高木陽介/穀田恵二/福島瑞穂/荻原博子/姜尚中/小林節/松原聡/村尾信尚/宮崎哲弥/山本一太 | [ 151 ]                  |
| 223    | 11月5日  | 激論! 改憲の是非とニッポン                                                               |                          | 中谷元/武見敬三/高木陽介/枝野幸男/笠井亮/保坂展人/今井一/姜尚中/小林節/小森陽一/村田晃嗣/森本敏 | [ 152 ]                  |
| 224    | 11月26日 | 激論! 少子化の何が悪い?!                                                                 |                          | 松島みどり/蓮舫/福島瑞穂/奥谷禮子/長田百合子/金美齢/遙洋子/ミュリエル・ジョリヴェ（当時：上智大学外国語学部フランス語学科教授）/勝谷誠彦/松原聡/森永卓郎/八木秀次 | [ 153 ]                  |
| 225    | 翌1月1日 | 恒例! 大晦日スペシャル「改革か変革か、どうなる小泉政権と日本」                           |                          | 平沢勝栄/山本一太/枝野幸男/小宮山洋子/小池晃/辻元清美/王曙光/勝谷誠彦/金子勝/姜尚中/宮崎哲弥/村尾信尚/村田晃嗣/森永卓郎/森本敏 | [ 154 ]                  |
| 2006年 | 2006年   | 前年へ / 翌年へ / 目次へ                                                                 | 前年へ / 翌年へ / 目次へ | 前年へ / 翌年へ / 目次へ | 前年へ / 翌年へ / 目次へ |
| 226    | 1月28日  | 激論! ホリエモン・ショックと日本                                                         | 録画                     | 平沢勝栄/菅直人/板倉雄一郎/奥村宏/小飼弾/スコット・ハーズ（経済ジャーナリスト、株式会社ホビーリンク・ジャパン）/須田慎一郎/永沢徹/樋口恵子/本間正明 | [ 155 ]                  |
| 227    | 2月25日  | 激論! 天皇                                                                               |                          | 山本一太/小宮山洋子/小沢遼子/小池晃/小林節/清水建宇/鈴木邦男/高橋紘/高森明勅/中丸薫/宮崎哲弥/八木秀次 | [ 156 ]                  |
| 228    | 4月1日   | 激論! どーする?「格差拡大社会」ニッポン?!                                                |                          | 勝谷誠彦/金子勝/鴨桃代/林信吾/平野岳史/松原聡/宮崎哲弥/森永卓郎/吉崎達彦/世耕弘成/蓮舫/仁比聡平/辻元清美 | [ 157 ]                  |
| 229    | 4月29日  | 激論! テレビに明日はあるか?!                                                             |                          | 世耕弘成/蓮舫/池田信夫/川村晃司/坂本衛/土屋敏男/デーブ・スペクター/服部孝章（当時：立教大学社会学部社会学科 教授）/広瀬道貞/松原聡/宮崎哲弥/吉田望（元電通メディア・コンテンツ統括局調査部長兼電通総研研究主幹） | [ 158 ]                  |
| 230    | 5月27日  | 激論! 日本はアメリカの属国なのか?!                                                       |                          | 武見敬三/長島昭久/小池晃/福島瑞穂/下地幹郎/青山繁晴/姜尚中/金美齢/志方俊之/村田晃嗣/森本敏/湯浅一郎 | [ 159 ]                  |
| 231    | 7月8日   | 激論! 北朝鮮ミサイル発射と日本!                                                          | 録画                     | 阿部知子/天木直人/猪瀬直樹/片山さつき/金子勝/重村智計/田岡俊次/古川元久/村田晃嗣/森本敏/山本一太/葉千栄/平沢勝栄 | [ 160 ]                  |
| 232    | 7月29日  | 激論! 昭和天皇と靖国神社                                                                 | 録画                     | 武見敬三/山本一太/細野豪志/岡崎久彦/香山リカ/姜尚中/草野厚/小森陽一/鈴木邦男/高橋紘/宮崎哲弥/八木秀次 | [ 161 ]                  |
| 233    | 8月26日  | 激論! 戦後日本の終わりと“ナショナリズム”                                                 | 録画                     | 武見敬三/江田五月/岡崎久彦/姜尚中/下村満子/高野孟/田中均/富岡幸一郎/秦郁彦 | [ 162 ]                  |
| 234    | 9月30日  | 激論! 安倍政権と日本の命運                                                               |                          | 赤池誠章/片山さつき/平沢勝栄/山本一太/枝野幸男/辻元清美/江田憲司/荻原博子/金子勝/姜尚中/村田晃嗣/八木秀次 | [ 163 ]                  |
| 235    | 11月5日  | 激論! ニッポンの“核武装”                                                                 |                          | 河野太郎/山本一太/原口一博/青山繁晴/潮匡人/姜尚中/櫛渕万里/高野孟/村田晃嗣/森本敏/吉田康彦/伊藤貫 | [ 164 ]                  |
| 236    | 11月25日 | 激論! “いじめ” “自殺”と日本の教育                                                        |                          | 葉梨康弘/蓮舫/福島瑞穂/伊藤玲子/喜入克/鈴木義昭（元東京都教育委員会 指導主事）/寺脇研/中嶋博行/長谷川潤/宮崎哲弥/森越康雄/八木秀次 | [ 165 ]                  |
| 237    | 翌1月1日 | 激論! “北朝鮮” “激変する世界”日本外交はナニができるのか?                                 |                          | 平沢勝栄/山口壯/高木陽介/穀田恵二/福島瑞穂/大野元裕/勝谷誠彦/姜尚中/重村智計/西岡力/宮崎哲弥/村田晃嗣/森本敏/山田厚史/葉千栄/劉江永（清華大学国際問題研究所副所長、教授 ） | [ 166 ]                  |
| 2007年 | 2007年   | 前年へ / 翌年へ / 目次へ                                                                 | 前年へ / 翌年へ / 目次へ | 前年へ / 翌年へ / 目次へ | 前年へ / 翌年へ / 目次へ |
| 238    | 1月27日  | 激論! 格差拡大! 雇用崩壊! アナタは生き残れるか?                                          |                          | 大村秀章/片山さつき/小沢鋭仁/辻元清美/板倉雄一郎/荻原博子/設楽清嗣/城繁幸/堀紘一/松原聡/森永卓郎/薬師院仁志 | [ 167 ]                  |
| 239    | 2月24日  | 激論! “女”が変える日本!                                                                  |                          | 片山さつき/古屋範子/小宮山洋子/福島瑞穂/雨宮処凛/アレズ・ファクレジャハニ（東京外国語大学産学官連携研究員）/大高未貴/荻原博子/小沢遼子/櫛渕万里/坪谷郁子（東京インターナショナルスクール代表）/遙洋子 | [ 168 ]                  |
| 240    | 3月31日  | 徹底討論! 日中 真の隣国への道 〜ドーする日中新時代〜                                     |                          | 石井明/森本敏/宮崎哲弥/下村満子/劉江永/湯重南（中国社会科学院教授、日中歴史共同研究報告者）/邱震海（フェニックステレビ解説委員）/石齊平（香港中文大学研究員）日中同時放送。音声多重放送で、副音声では中国語の通訳を放送。 | [ 169 ]                  |
| 241    | 4月28日  | 激論! “官僚国家”ニッポンのゆくえ                                                         |                          | 片山さつき/山際大志郎/馬淵澄夫/江田憲司/須田慎一郎/郷原信郎/齋藤健/寺脇研/二木啓孝/ジョン・ムウェテ・ムルアカ/山田厚史/若林亜紀 | [ 170 ]                  |
| 242    | 5月26日  | 激論! 日本国憲法                                                                         |                          | 平沢勝栄/高木陽介/細野豪志/仁比聡平/辻元清美/伊藤真/今井一/潮匡人/香山リカ/姜尚中/小林節/竹花光範/田村重信/森本敏 | [ 171 ]                  |
| 243    | 6月30日  | 激論! 天下分け目の参院選! だから選挙に行こう!                                            |                          | 河野太郎/片山さつき/高木陽介/細野豪志/蓮舫/穀田恵二/保坂展人/江田憲司/荻原博子/金子勝/金美齢/村田晃嗣 | [ 172 ]                  |
| 244    | 7月28日  | 激論! 天下分け目の参院選! その一票と日本の行方                                           |                          | 西村康稔/高木陽介/枝野幸男/穀田恵二/阿部知子/亀井静香/田中康夫/江田憲司/荻原博子/岸井成格/村田晃嗣/渡部恒雄 | [ 173 ]                  |
| 245    | 9月1日   | 激論! 安倍改造内閣 vs 民主党                                                             |                          | 三原朝彦/山本一太/片山さつき/高木陽介/枝野幸男/細野豪志/蓮舫/江田憲司/姜尚中/森永卓郎/森本敏/渡部恒雄 | [ 174 ]                  |
| 246    | 9月29日  | 激論! 福田新政権誕生! ド〜なる?! ねじれ国会                                              |                          | 世耕弘成/片山さつき/高木陽介/細野豪志/福山哲郎/穀田恵二/辻元清美/江田憲司/村田晃嗣/荻原博子/山口二郎/草野厚 | [ 175 ]                  |
| 247    | 10月20日 | 激論! “国技 大相撲”に未来はあるか?!                                                      |                          | 松浪健四郎/龍虎孝宗/琴乃富士宗義/維新力浩司/国東始/ガッツ石松/ソガル・エルデネ（スポーツジャーナリスト）/どす恋花子（相撲ライター）/戸塚宏/中澤潔/二木啓孝/北斗晶 | [ 176 ]                  |
| 248    | 12月1日  | 激論! “検察の正義”とは何か?!                                                             |                          | 大谷昭宏/小沢遼子/郷原信郎/鈴木宗男/土本武司/永野義一（神奈川大学大学院法務研究科法務専攻教授、元最高検察庁検事）/中山信一/平沢勝栄/宮崎学/村岡兼造/鷲見一雄（司法ジャーナリスト、司法ジャーナル代表） | [ 177 ]                  |
| 249    | 翌1月1日 | 激論! “偽”の国? ニッポンの行方!                                                          |                          | 世耕弘成/山本一太/高木陽介/長妻昭/浅尾慶一郎/穀田恵二/辻元清美/江田憲司/猪瀬直樹/荻原博子/姜尚中/手嶋龍一/歳川隆雄/水野和夫/村田晃嗣/森本敏 | [ 178 ]                  |
| 2008年 | 2008年   | 前年へ / 翌年へ / 目次へ                                                                 | 前年へ / 翌年へ / 目次へ | 前年へ / 翌年へ / 目次へ | 前年へ / 翌年へ / 目次へ |
| 250    | 1月26日  | 激論! ド〜する?! “地球温暖化”                                                            |                          | 浅岡美恵（弁護士、気候ネットワーク代表）/伊藤公紀（当時：横浜国立大学環境情報研究院教授）/江田憲司/江守正多/王曙光/小池百合子/崎田裕子（元集英社ライター、ジャーナリスト、環境カウンセラー）/野口健/福山哲郎/薬師院仁志/山地憲治 | [ 179 ]                  |
| 251    | 3月1日   | 激論! ド〜なる?! 日本経済 〜没落?! 復活のカギは?!〜                                      |                          | 片山さつき/中川雅治/古川元久/大塚耕平/辻元清美/荻原博子/堀紘一/本間正明/町田徹/水野和夫/森永卓郎/菊池英博 | [ 180 ]                  |
| 252    | 3月29日  | 激論! 地方分権が日本を救う?!                                                             |                          | 相川俊英（地方自治ジャーナリスト、元週刊ダイヤモンド委託記者）/浅尾慶一郎/浅野史郎/猪瀬直樹/片山さつき/片山虎之助/佐々木恵美子/神野直彦/根本良一/東国原英夫/松沢成文 | [ 181 ]                  |
| 253    | 4月26日  | 激論! “新しい貧困”とニッポン                                                             |                          | 世耕弘成/山井和則/雨宮処凛/奥谷禮子/河添誠（首都圏青年ユニオン書記長）/龍井葉二（当時：連合非正規労働者センター総合労働局長、連合総研副所長）/堀紘一/松原聡/森永卓郎/湯浅誠/渡邉正裕 | [ 182 ]                  |
| 254    | 5月31日  | 激論! “官僚国家”ニッポンの行方                                                           |                          | 片山さつき/細野豪志/辻元清美/江田憲司/猪瀬直樹/太田述正/片山虎之助/河辺啓二（開業医、元農林水産省、総務庁官僚）/高橋洋一/寺脇研/中野雅至/若林亜紀 | [ 183 ]                  |
| 255    | 6月28日  | 激論! ド〜なる?! 裁判員制度 〜あなたは人を裁けますか〜                                   |                          | 丸山和也/福島瑞穂/伊藤和子/江川紹子/姜尚中/小池振一郎（弁護士、当時：日弁連裁判員制度実施本部委員）/郷原信郎/小林節/高井康行（弁護士、元東京高検検事）/高島章/森達也 | [ 184 ]                  |
| 256    | 7月26日  | 激論! 拉致・核…ド〜なる?! 日朝関係                                                       | 録画                     | 平沢勝栄/山本一太/岩國哲人/森ゆうこ/荒木和博/金慶珠/重村智計/朱建栄/手嶋龍一/増元照明/森本敏/吉田康彦 | [ 185 ]                  |
| 257    | 8月30日  | 激論! これからの“皇室”と日本                                                             |                          | 猪瀬直樹/上杉隆/小沢遼子/香山リカ/斎藤環/高橋紘/高森明勅/西尾幹二/平田文昭/森暢平/矢崎泰久 | [ 186 ]                  |
| 258    | 9月27日  | 激論! 天下分け目?! 日本の政治                                                            |                          | 片山さつき/世耕弘成/高木陽介/枝野幸男/蓮舫/大門実紀史/辻元清美/江田憲司/上杉隆/片山虎之助/高橋洋一/水野和夫/森永卓郎 | [ 187 ]                  |
| 259    | 10月25日 | 激論! 世界金融危機とニッポン                                                             |                          | 伊藤達也/大村秀章/高木陽介/枝野幸男/大塚耕平/大門実紀史/荻原博子/勝間和代/堀紘一/水野和夫/森永卓郎/ヤスパー・コール（投資顧問会社タンタロン・リサーチ・ジャパン株式会社代表取締役、元メリルリンチチーフエコノミスト） | [ 188 ]                  |
| 260    | 11月29日 | 激論! 田母神問題と自衛隊                                                                 |                          | 平沢勝栄/浅尾慶一郎/井上哲士/辻元清美/潮匡人/姜尚中/小森陽一/沙音里（シンガーソングライター、元陸上自衛隊陸士長）/田岡俊次/西尾幹二/花岡信昭/水島総/森本敏 | [ 189 ]                  |
| 261    | 翌1月1日 | 激論! 2009年“崖っぷち”ニッポン 〜脱・貧困! ドーする?! 経済・雇用危機〜                   |                          | 大村秀章/高木陽介/枝野幸男/辻元清美/穀田恵二/青木信明/雨宮処凛/猪瀬直樹/小川仁志/河添誠/建入一深（ひとみ）（元放送ジャーナリスト、日経CNBC、テレビ東京キャスター）/龍井葉二/水野和夫/堀紘一/山口素明/湯浅誠/渡邉美樹 | [ 190 ]                  |
| 2009年 | 2009年   | 前年へ / 翌年へ / 目次へ                                                                 | 前年へ / 翌年へ / 目次へ | 前年へ / 翌年へ / 目次へ | 前年へ / 翌年へ / 目次へ |
| 262    | 1月31日  | 激論! オバマ新大統領とニッポン                                                           |                          | 茂木敏充/浅尾慶一郎/潮匡人/勝間和代/姜尚中/手嶋龍一/森永卓郎/森本敏/葉千栄/冷泉彰彦/ロバート・グロンディン/渡部恒雄 | [ 191 ]                  |
| 263    | 2月28日  | 激論! ドーする?! 医療崩壊                                                                |                          | 大村秀章/小池晃/青木正美/石井苗子/小野崎耕平（日本医療政策機構 医療政策担当ディレクター）/河辺啓二/下村満子/菅沼定憲（元構成作家）/本田宏/村上正泰/堀口貞夫（医療法人中林病院 主婦会館クリニック産科医、元愛育病院院長）/宮脇正和（医療過誤原告の会会長）/その他雛壇に着座した医療従事者 | [ 192 ]                  |
| 264    | 3月28日  | 激論! ドーなる?! 小沢民主党                                                              |                          | 山本一太/高木陽介/枝野幸男/細野豪志/蓮舫/山下芳生/保坂展人/上杉隆/荻原博子/片山虎之助/郷原信郎/山口二郎 | [ 193 ]                  |
| 265    | 4月25日  | 激論! 日本の安全保障と外交                                                               |                          | 山本一太/浅尾慶一郎/穀田恵二/青木理/天木直人/井上和彦/潮匡人/金慶珠/田母神俊雄/手嶋龍一/村田晃嗣/森本敏/吉田康彦 | [ 194 ]                  |
| 266    | 5月30日  | 激論! “自民vs民主”激突! ドーなる?! 日本の政治                                            |                          | 茂木敏充/河野太郎/枝野幸男/浅尾慶一郎/高木陽介/小池晃/辻元清美/上杉隆/潮匡人/高野孟/森本敏/渡部恒雄 | [ 195 ]                  |
| 267    | 6月27日  | 激論! ド〜する?! 新たな貧困                                                              |                          | 大村秀章/片山さつき/福山哲郎/山井和則/小池晃/雨宮処凛/板倉雄一郎/勝間和代/金美齢/堀紘一/松原聡/森永卓郎/湯浅誠 | [ 196 ]                  |
| 268    | 7月25日  | 激論! 政権選択選挙と日本の命運!                                                          |                          | 茂木敏充/細野豪志/高木陽介/穀田恵二/保坂展人/下地幹郎/荻原博子/歳川隆雄/孫崎享/森本敏/森永卓郎/山際澄夫 | [ 197 ]                  |
| 269    | 8月29日  | 激論! ド〜する?! 地球温暖化                                                              |                          | 明日香壽川/枝廣淳子/江守正多/亀山康子（国立環境研究所 温暖化対策評価研究室主任研究員）/澤昭裕/末吉竹二郎/武田邦彦/桝本晃章（一般社団法人日本動力協会会長、東京電力顧問）/丸山茂徳/吉崎達彦 | [ 198 ]                  |
| 270    | 9月26日  | 激論! 鳩山新政権の理想と現実                                                             |                          | 大塚耕平/福山哲郎/簗瀬進/近藤正道/下地幹郎/茂木敏充/世耕弘成/上杉隆/香山リカ/澤昭裕/村田晃嗣/本間正明/湯浅誠 | [ 199 ]                  |
| 271    | 10月24日 | 激論! 若者に未来はあるか?!                                                               |                          | 赤木智弘/東浩紀/雨宮処凛/小黒一正/城繁幸/高橋亮平/辻川泰史/藤田志穂/猪瀬直樹/小沢遼子/堀紘一/森永卓郎 | [ 200 ]                  |
| 272    | 11月28日 | 激論! “官僚”がホントに悪いのか?!                                                         |                          | 大塚耕平/細野豪志/山本一太/小池晃/石川和男（当時：東京財団上席研究員）/猪瀬直樹/木村盛世/高橋洋一/中野雅至/長谷川幸洋/山田厚史/若林亜紀 | [ 201 ]                  |
| 273    | 翌1月1日 | 激論! 大丈夫か?! 鳩山政権2010…〜与野党激突 ドーする?! 景気対策＆ドーなる?! 日米関係〜    |                          | 大塚耕平/蓮舫/保坂展人/下地幹郎/茂木敏充/高木陽介/穀田恵二/浅尾慶一郎/勝間和代/香山リカ/高橋洋一/長谷川幸洋/村田晃嗣/森永卓郎/森本敏/渡邉美樹 | [ 202 ]                  |

### 2010年代
| 2010年 | 2010年   | 前年へ / 翌年へ / 目次へ                                      | 前年へ / 翌年へ / 目次へ | 前年へ / 翌年へ / 目次へ | 前年へ / 翌年へ / 目次へ |                         |                         |
| 274    | 1月30日  | 激論! 小沢幹事長 vs 検察! ド〜なる?! 日本の政治               |                          | 細野豪志/辻惠/平沢勝栄/穀田恵二/青木理/大谷昭宏/郷原信郎/小林節/高井康行/平野貞夫/山際澄夫/若狭勝 | [ 203 ]                  |                         |                         |
| 275    | 2月27日  | 激論! 凋落日本と若手起業家の“成長戦略”                        |                          | 大塚耕平/齋藤健/東浩紀/姜尚中/水野和夫/井戸実/猪子寿之/加藤優次/川崎貴子（株式会社ジョヤンテ 代表）/堀江貴文/松谷卓也（株式会社プロジェクトニッポン 代表）/横田響子（株式会社コラボラボ 代表） | [ 204 ]                  |                         |                         |
| 276    | 3月27日  | 激論! 第3次世界大戦?! ド〜なる?! 日・米・中                   |                          | 福山哲郎/山本一太/笠井亮/保坂展人/河添恵子/ジェイムズ・フォスター（在日米国商工会議所副会頭）/田岡俊次/高野孟/手嶋龍一/森本敏/冷泉彰彦/葉千栄 | [ 205 ]                  |                         |                         |
| 277    | 5月1日   | 激論! 出でよ! 平成の龍馬 〜平成鎖国・日本を打破するのは誰か〜 |                          | 藤末健三/今井雅人/山本一太/浅尾慶一郎/斎藤弘/荒パスカル（フランス語通訳、翻訳家）/猪子寿之/勝間和代/高橋洋一/歳川隆雄/堀江貴文/渡部恒雄 | [ 206 ]                  |                         |                         |
| 278    | 5月29日  | 激論! 土壇場?! 鳩山政権の行方                                 |                          | 大塚耕平/川内博史/茂木敏充/小池百合子/糸数慶子/上杉隆/香山リカ/勝間和代/高野孟/高橋洋一/森本敏/山際澄夫/吉崎達彦 | [ 207 ]                  |                         |                         |
| 279    | 6月26日  | 激論! 天下分け目! 参院選と日本の未来                          |                          | 細野豪志/石原伸晃/高木陽介/穀田恵二/辻元清美/森田高/浅尾慶一郎/中山恭子/舛添要一（VTR出演）/上杉隆/勝間和代/歳川隆雄 | [ 208 ]                  |                         |                         |
| 280    | 7月24日  | 激論! “若者不幸社会”                                          |                          | 東浩紀/猪子寿之/河添誠/勝間和代/清水康之/城繁幸/高橋亮平/橋本浩/福嶋麻衣子/堀紘一/増田悦佐/水無田気流/山野車輪 | [ 209 ]                  |                         |                         |
| 281    | 8月28日  | 激論! 米中“新冷戦”時代と日本                                  |                          | 生方幸夫/下地幹郎/片山さつき/浅尾慶一郎/井上哲士/潮匡人/宋文洲/高野孟/富坂聰/村田晃嗣/山口昇/渡部恒雄 | [ 210 ]                  |                         |                         |
| 282    | 9月25日  | 激論! 「日本を元気にする薬」はあるのか?!                      |                          | 大塚耕平/齋藤健/中西健治/辻元清美/飯田泰之/石黒不二代/勝間和代/宋文洲/高橋洋一/橋本浩/松田一敬（当時：北海道ベンチャーキャピタル株式会社代表取締役社長）/森永卓郎 | [ 211 ]                  |                         |                         |
| 283    | 10月23日 | 激論! ド〜する?! 日本の検察                                   |                          | 辻恵/平沢勝栄/福島瑞穂/青木理/アレクサンドラ・ハーニー/上杉隆/小沢遼子/郷原信郎/小林節/小堀隆恒（元枚方市副市長）/山際澄夫/若狭勝 | [ 212 ]                  |                         |                         |
| 284    | 11月27日 | 緊急激論! 日中関係と朝鮮有事!!                                |                          | 潮匡人/加藤嘉一/櫻井よしこ/高野孟/富坂聰/森本敏 | [ 213 ]                  |                         |                         |
| 285    | 翌1月1日 | 激論! 萎縮する日本! 〜行き詰まりからの脱却〜                  |                          | 細野豪志/片山さつき/辻元清美/東浩紀/池田信夫/猪子寿之/上杉隆/勝間和代/加藤嘉一/長谷川幸洋/森永卓郎/森本敏/湯浅誠視聴者意見チャンネルとして、Twitter導入 | [ 214 ]                  |                         |                         |
| 2011年 | 2011年   | 前年へ / 翌年へ / 目次へ                                      | 前年へ / 翌年へ / 目次へ | 前年へ / 翌年へ / 目次へ | 前年へ / 翌年へ / 目次へ |                         |                         |
| 286    | 2月5日   | 激論! 日本は本当にダメな国なのか?!                            |                          | 大塚耕平/齋藤健/松田公太/辻元清美/東浩紀/飯田泰之/猪瀬直樹/金美齢/竹田恒泰/津田大介/堀江貴文/夏野剛 | [ 215 ]                  |                         |                         |
| 287    | 2月26日  | 激論! 国民に“国を守る義務”が有るのか?!                        |                          | 長島昭久/佐藤正久/笠井亮/糸数慶子/アレズ・ファクレジャハニ/アレクサンドラ・ハーニー/潮匡人/大西健丞/木村三浩/高田健（九条の会事務局員）/孫崎享/森本敏/葉千栄 | [ 216 ]                  |                         |                         |
| 288    | 3月26日  | 緊急討論! この危機をド〜乗り越えるか!?                        |                          | 大塚耕平/片山さつき/池田信夫/猪瀬直樹/荻原博子/勝間和代/島田保之（当時：東京電力執行役員営業部長）/宋文洲/高橋洋一/藤城俊夫（高度情報科学技術研究機構参与、元日本原子力研究所所長）/堀江貴文/松本義久/ほか                                                                                             | [ 217 ]                  |                         |                         |
| 289    | 4月30日  | 激論! 東日本大震災から50日! 〜今、何をすべきなのか?〜         |                          | 大塚耕平/平野達男/小野寺五典/齋藤健/飯田哲也/石川正純（北海道大学大学院医学研究科教授）/石川迪夫/荻原博子/香山リカ/高橋洋一/長谷川幸洋 | [ 218 ]                  |                         |                         |
| 290    | 5月28日  | 激論! “脱原発”と日本の未来                                    |                          | 大塚耕平/片山さつき/福島瑞穂/青山繁晴/飯田哲也/荻原博子/岸博幸/澤昭裕/松本義久/パスカル・グードルフ（在日ドイツ商工会議所広報マネージャー）/宮崎慶次（大阪大学名誉教授、元大阪大学大学工学研究科教授）/渡部恒雄                                                                                        | [ 219 ]                  |                         |                         |
| 291    | 6月25日  | 激論! 脱原発?! 菅政権の行方                                   |                          | 渡辺周/松原仁/茂木敏充/山本一太/斉藤鉄夫/下地幹郎/猪瀬直樹/上杉隆/小沢遼子/古賀茂明/長谷川幸洋/三橋貴明 | [ 220 ]                  |                         |                         |
| 292    | 7月23日  | 徹底討論! 原発                                                |                          | 飯田哲也/石川迪夫/小川順子（当時：東京都市大学工学部原子力安全工学科准教授）/後藤政志/高田純/奈良林直/西尾正道（国立病院機構 北海道がんセンター院長）/ピオ・デミリア/吉岡斉 | [ 221 ]                  |                         |                         |
| 293    | 8月27日  | 激論! 新総理は日本を救えるか?!                                |                          | 東祥三/大塚耕平/齋藤健/片山さつき/高木陽介/小池晃/上杉隆/荻原博子/小黒一正/岸博幸/長谷川幸洋/吉崎達彦 | [ 222 ]                  |                         |                         |
| 294    | 10月1日  | 激論! 決断できない?! 日本外交                                 |                          | 福山哲郎/山本一太/糸数慶子/潮匡人/ケビン・メア/宋文洲/手嶋龍一/長谷川幸洋/孫崎享/森本敏 | [ 223 ]                  |                         |                         |
| 295    | 10月22日 | 激論! 「国民に総理大臣を選ばせろ!」                           |                          | 大塚耕平/猪口邦子/浅尾慶一郎/東浩紀/猪瀬直樹/今井一/上杉隆/河村たかし/金慶珠/小林節/野中ともよ/長谷川幸洋/山口二郎 | [ 224 ]                  |                         |                         |
| 296    | 11月26日 | 激論! 暴力団排除条例と社会の安全                              | 録画                     | 平沢勝栄/青木理/石原伸司/江川紹子/小沢遼子/小野義雄/木村三浩/古賀一馬（元警視庁刑事部捜査4課刑事、株式会社エス・シー・エー(調査会社)副代表）/原田宏二/三井義廣（弁護士、元日弁連民事介入暴力対策委員委員長）/宮崎学                                                                                    | [ 225 ]                  |                         |                         |
| 297    | 翌1月1日 | 激論! 福島発・原発事故からの復興                              |                          | 石原洋三郎/森まさこ/飯田哲也/石川正純/上杉隆/木元教子/高妻孝光（茨城大学大学院理工学研究科応用粒子線科学専攻 教授）/澤昭裕/たくきよしみつ/奈良林直/蓮池透/藤田浩志（地元農業経営者）/山本太郎/ その他、県内一般人出演者約30名テレビ朝日での収録ではなく､系列の福島放送での収録                         | [ 226 ]                  |                         |                         |
| 2012年 | 2012年   | 前年へ / 翌年へ / 目次へ                                      | 前年へ / 翌年へ / 目次へ | 前年へ / 翌年へ / 目次へ | 前年へ / 翌年へ / 目次へ |                         |                         |
| 298    | 1月28日  | 激論! 大阪市長“独裁・橋下徹”は日本を救う!?                    | 録画                     | 山下芳生/橋下徹/東浩紀/池田知隆（ジャーナリスト、元毎日新聞大阪本社社会部編集委員）/香山リカ/薬師院仁志/柳本顕/吉富有治（ジャーナリスト） テレビ朝日での収録ではなく､系列の朝日放送での収録 | [ 227 ]                  |                         |                         |
| 299    | 2月25日  | 激論! 絶望の国の若者の幸福と夢                                |                          | 東浩紀/井戸実/猪子寿之/荻上チキ/熊谷俊人/宋文洲/高橋麻帆（ピースボート災害ボランティアセンター）/千葉麗子/夏野剛/古市憲寿 | [ 228 ]                  |                         |                         |
| 300    | 3月11日  | 激論! 原発事故から1年・教訓と課題 番組300回記念               |                          | 細野豪志/河野太郎/香山リカ/木元教子/澤昭裕/田坂広志/奈良林直/長谷川幸洋 | [ 229 ]                  |                         |                         |
| 301    | 4月28日  | 沖縄で激論! 日本安全保障とアジアの平和                        |                          | 福山哲郎/小池百合子/糸数慶子/大田昌秀/ケビン・メア/謝花尚（琉球朝日放送報道制作部長）/手嶋龍一/前泊博盛/森本敏/葉千栄テレビ朝日での収録ではなく､系列の琉球朝日放送での収録 | [ 230 ]                  |                         |                         |
| 302    | 5月26日  | 激論! ド〜する?! 日本漂流政治                                 |                          | 原口一博/大塚耕平/齋藤健/佐藤ゆかり/斉藤鉄夫/江田憲司/穀田恵二/福島瑞穂/上杉隆/荻上チキ | [ 231 ]                  |                         |                         |
| 303    | 6月30日  | 激論! ド〜する?! 消費増税政局と日本政治                       |                          | 長妻昭/松野頼久/森ゆう子/山本一太/西田実仁/浅尾慶一郎/笠井亮/福島みずほ/上杉隆/荻上チキ/長谷川幸洋 | [ 232 ]                  |                         |                         |
| 304    | 7月28日  | 激論! 護憲・改憲・新憲法                                      |                          | 辻元清美/西田昌司/東浩紀/荻上チキ/金慶珠/小林節/小森陽一/宋文洲/西田亮介/八木秀次 | [ 233 ]                  |                         |                         |
| 305    | 9月1日   | 激論! 領土外交とナショナリズム                                |                          | 福山哲郎/山本一太/潮匡人/小沢遼子/萱野稔人/金慶珠/木村三浩/孔健/富坂聰/孫崎享/渡部恒雄 | [ 234 ]                  |                         |                         |
| 306    | 9月29日  | 激論! 原発ゼロ社会の検証                                      |                          | 福山哲郎/柴山昌彦/飯田哲也/池田信夫/澤昭裕/澤田哲生/須黒奈緒（緑の党グリーンズジャパン共同代表・杉並区議会議員）/田坂広志/野村修也/原田裕史（首都圏反原発連合）/ミサオ・レッドウルフ/吉岡斉 | [ 235 ]                  |                         |                         |
| 307    | 10月20日 | 激論! 瀬戸際の日本外交                                        |                          | 辻元清美/山本一太/小池晃/鈴木宗男/東浩紀/金慶珠/宋文洲/中西輝政/福島香織/孫崎享/宮家邦彦/山田厚史 | [ 236 ]                  |                         |                         |
| 308    | 12月1日  | 激論! 総選挙・そこが聞きたい!                                 |                          | 長妻昭/下地幹郎/世耕弘成/松崎哲久/高木陽介/山田宏/大門実紀史/浅尾慶一郎/吉田忠智/長谷川幸洋/香山リカ VTR出演：鈴木宗男/舛添要一 | [ 237 ]                  |                         |                         |
| 309    | 翌1月1日 | 激論! 日本復興のシナリオ                                      |                          | 伊藤達也/片山さつき/大塚耕平/勝間和代/宋文洲/竹中平蔵/新浪剛史/藻谷浩介/森永卓郎 | [ 238 ]                  |                         |                         |
| 2013年 | 2013年   | 前年へ / 翌年へ / 目次へ                                      | 前年へ / 翌年へ / 目次へ | 前年へ / 翌年へ / 目次へ | 前年へ / 翌年へ / 目次へ |                         |                         |
| 310    | 1月26日  | 激論! 脅かされる安全保障 〜テロ・尖閣・日米同盟〜             |                          | 佐藤正久/辻元清美/手嶋龍一/中西輝政/長谷川幸洋/孫崎享 | [ 239 ]                  |                         |                         |
| 311    | 2月23日  | 激論! 体罰・いじめ 戦後教育を問う!                            |                          | 馳浩/鈴木寛/東浩紀/乙武洋匡/香山リカ/坂根シルック（東京農工大大学院特任助教）/高橋史朗/玉木正之/寺脇研/藤原和博/八木秀次 | [ 240 ]                  |                         |                         |
| 312    | 3月30日  | 激論! アベノミクスは日本を救うか?!                            | 録画                     | 齋藤健/大塚耕平/飯田泰之/池田信夫/石黒不二代/荻原博子/小幡績/岸博幸/高橋洋一/吉崎達彦 | [ 241 ]                  |                         |                         |
| 313    | 4月27日  | 激論! ネット世代が日本を変える?!                              |                          | 飯田泰之/荻上チキ/乙武洋匡/駒崎弘樹/慎泰俊/津田大介/経沢香保子/古市憲寿/堀江貴文/堀潤/TOKYO PANDA | [ 242 ]                  |                         |                         |
| 314    | 6月1日   | 激論! 大丈夫か?! 日本の防衛                                   |                          | 火箱芳文/古庄幸一/森本敏/伊波洋一/小沢遼子/香山リカ/ケビン・メア/鈴木邦男/田岡俊次/山際澄夫/山口二郎 | [ 243 ]                  |                         |                         |
| 315    | 6月29日  | 激論! 参院選と日本の選択                                      |                          | 平沢勝栄/高木陽介/長妻昭/中田宏/浅尾慶一郎/村上史好/宮本岳志/福島みずほ/阿部知子/荻上チキ/津田大介 | [ 244 ]                  |                         |                         |
| 316    | 8月10日  | 激論! 日本の戦争 今、何を伝え、学ぶか?!                       | 録画                     | 東浩紀/石川好/糸数慶子/金慶珠/ケビン・メア/古市憲寿/孫崎享/舛添要一/森本敏/山際澄夫 | [ 245 ]                  |                         |                         |
| 317    | 8月31日  | 激論! ド〜する?! 消費増税「断行」「先送り」「1％刻み」…       |                          | 齋藤健/斉藤鉄夫/大塚耕平/浅尾慶一郎/飯田泰之/荻原博子/小幡績/勝間和代/五味廣文/高橋洋一/竹中平蔵/吉崎達彦 | [ 246 ]                  |                         |                         |
| 318    | 9月28日  | 激論! 雇用と若者                                              |                          | 佐藤ゆかり/辻元清美/荻上チキ/奥谷禮子/勝間和代/今野晴貴/宋文洲/永沢徹/堀紘一/松田元 | [ 247 ]                  |                         |                         |
| 319    | 10月26日 | 激論! 止まらない汚染水 ド〜する?! 原発                        | 録画                     | 塩崎恭久/東浩紀/飯田哲也/池田信夫/石川和男（社会保障経済研究所代表）/澤昭裕/野村修也/長谷川幸洋/松井康真/森園和重（当時：原発いらない福島の女たち メンバー） | [ 248 ]                  |                         |                         |
| 320    | 11月30日 | 激論! 特定秘密保護法案の意義と懸念                            | 録画                     | 礒崎陽輔/中谷元/階猛/小池晃/青木理/江川紹子/手嶋龍一/長谷川幸洋/孫崎享/三木由希子（NPO法人情報公開クリアリングハウス理事）/森本敏 | [ 249 ]                  |                         |                         |
| 321    | 翌1月1日 | 激論! 中国・韓国、米国とニッポン                              |                          | 武見敬三/金慶珠/宋文洲/土井香苗/富坂聰/辺真一/藤野彰/古市憲寿/孫崎享/森本敏/山際澄夫/ルース・ジャーマン・白石/渡部恒雄 | [ 250 ]                  |                         |                         |
| 2014年 | 2014年   | 前年へ / 翌年へ / 目次へ                                      | 前年へ / 翌年へ / 目次へ | 前年へ / 翌年へ / 目次へ | 前年へ / 翌年へ / 目次へ |                         |                         |
| 322    | 2月1日   | 激論! 東京都知事選                                            | 一部 録画                | 宇都宮健児/ドクター・中松/田母神俊雄/舛添要一/細川護熙/家入一真前半の2時間は、上記6名の都知事選候補者への1対1のインタビューVTRを放送（インタビュアーは田原総一朗）。後半の1時間は下記4名のパネリストで生討論。荻原博子/長谷川幸洋/ハリス鈴木絵美/古市憲寿                                              | [ 251 ]                  |                         |                         |
| 323    | 3月1日   | 激論! 福島再興と原発再稼働                                    |                          | 東浩紀/飯田哲也/池田信夫/上國料竜太（NPO法人移動保育プロジェクト理事長）/木元教子/木幡ますみ（大熊町の明日を考える女性の会代表）/森園和重（当時：原発いらない福島の女たち メンバー）/澤田哲生/清水修二/田坂広志/津田大介/松井康真                                                                      | [ 252 ]                  |                         |                         |
| 324    | 3月29日  | 激論! 安倍教育改革                                            |                          | 下村博文/辻元清美/荒井文昭（首都大学東京都市教養学部教授）/乙武洋匡/竹田恒泰/春香クリスティーン/藤原和博/古市憲寿/冷泉彰彦/八木秀次 | [ 253 ]                  |                         |                         |
| 325    | 4月26日  | 激論! 集団的自衛権で日本は戦争に巻き込まれるか?!              |                          | 礒崎陽輔/斉藤鉄夫/辻元清美/小池晃/荻上チキ/金慶珠/小林節/長谷川幸洋/孫崎享/森本敏/山際澄夫 | [ 254 ]                  |                         |                         |
| 326    | 5月31日  | 激論! 反日・嫌韓、ド〜する?! 日韓関係                         |                          | 武見敬三/江田五月/趙世暎/玄大松（国民大学日本学研究所教授）/金慶珠/黒田勝弘/下村満子/武貞秀士/竹田恒泰/堀潤/八木秀次 | [ 255 ]                  |                         |                         |
| 327    | 6月28日  | 激論! ド〜する?! ド〜なる?!日中関係                           |                          | 大塚拓/辻元清美/ケビン・メア/瀬口清之（キヤノングローバル戦略研究所研究主幹）/宋文洲/富坂聰/春香クリスティーン/孫崎享/森本敏/吉木誉絵/凌星光 | [ 256 ]                  |                         |                         |
| 328    | 7月26日  | 激論! 集団的自衛権と平和国家ニッポン                          |                          | 中谷元/大塚耕平/香山リカ/ケビン・メア/小池清彦/小林節/桜林美佐/谷口真由美/堀潤/森本敏/山際澄夫 | [ 257 ]                  |                         |                         |
| 329    | 8月30日  | 激論! アベノミクスと日本人の幸せ                              |                          | 佐藤ゆかり/桜井充/雨宮処凛/勝間和代/白河桃子/宋文洲/竹中平蔵/長谷川幸洋/古市憲寿/森永卓郎/山口義行 | [ 258 ]                  |                         |                         |
| 330    | 9月27日  | 激論! “慰安婦問題”とメディアの責任                            |                          | 平沢勝栄/大塚耕平/青木理/池田信夫/下村満子/津田大介/長谷川幸洋/秦郁彦/早野透/山際澄夫/山田厚史/吉木誉絵 | [ 259 ]                  |                         |                         |
| 331    | 11月8日  | 激論! 女性が輝く社会とは?!                                    |                          | 赤沢亮正/辻元清美/荻上チキ/荻原博子/勝間和代/越直美/竹田恒泰/辻村ともこ（狛江市議会議員）/ドラ・トーザン（国際ジャーナリスト）/遙洋子/森井じゅん（公認会計士、税理士） | [ 260 ]                  |                         |                         |
| 332    | 11月29日 | 激論! 総選挙直前!これでいいのか?! 日本の政治                  |                          | 武見敬三/西田実仁/大塚耕平/藤巻健史/松沢成文/大門実紀史/松崎哲久/福島みずほ/川村晃司 | [ 261 ]                  |                         |                         |
| 333    | 翌1月1日 | 激論! 日本はどんな国を目指すのか?!                            |                          | 山本一太/辻元清美/荻原博子/駒崎弘樹/宋文洲/竹中平蔵/長谷川幸洋/古市憲寿/森井じゅん/森永卓郎/森本敏/八木秀次 | [ 262 ]                  |                         |                         |
| 2015年 | 2015年   | 前年へ / 翌年へ / 目次へ                                      | 前年へ / 翌年へ / 目次へ | 前年へ / 翌年へ / 目次へ | 前年へ / 翌年へ / 目次へ |                         |                         |
| 334    | 1月31日  | 激論! 「イスラム国」と日本外交                                |                          | 山本一太/福山哲郎/香山リカ/川村晃司/坂本卓（ジャーナリスト、アジアプレスメンバー）/高橋和夫/パトリック・ハーラン/フマユン・A・ムガール/三浦瑠麗/森本敏/冷泉彰彦 | [ 263 ]                  |                         |                         |
| 335    | 2月28日  | 激論! 原発再稼働と日本のエネルギー                            |                          | 山本一太/阿部知子/飯田泰之/池田信夫/嘉田由紀子/後藤政志/澤田哲生/吉岡斉/徳田勝章（薩摩川内市峰山地区コミュニティ協議会会長、元九州電力川内原子力発電所次長）/西本由美子（NPO法人ハッピーロードネット 理事長）/藍原寛子/吉野実（テレビ朝日報道局社会部原発担当記者）                                    | [ 264 ]                  |                         |                         |
| 336    | 3月28日  | 激論! ピケティ旋風と日本の格差                                |                          | 佐藤ゆかり/大塚耕平/飯田泰之/荻原博子/小幡績/岸博幸/高橋洋一/堀江貴文/水無田気流/森永卓郎 | [ 265 ]                  |                         |                         |
| 337    | 4月25日  | 激論! 憲法9条と日本の平和                                     |                          | 平沢勝栄/小西洋之/柿沢未途/岩田温/小林節/谷口真由美/田村重信/孫崎享/三浦瑠麗/森本敏/渡部恒雄 | [ 266 ]                  |                         |                         |
| 338    | 5月30日  | 激論! “沖縄基地問題”と日本                                    |                          | 山本一太/糸数慶子/樋口耕太郎（トリニティ株式会社代表取締役社長 、沖縄大学人文学部国際コミュニケーション学科准教授）/惠隆之介/屋良朝博/小林よしのり/津田大介/三浦瑠麗/森本敏/謝花尚 | [ 267 ]                  |                         |                         |
| 339    | 6月27日  | 激論! 若手政治家が日本を変える?!                              |                          | 小西洋之/宮崎岳志/安井美沙子/川田龍平/重徳和彦/宮本徹/松田公太/猪瀬直樹/荻上チキ/荻原博子/杉村太蔵本来の討論テーマが平和安全法制と文化芸術懇話会の初回会合での講師であった百田尚樹の発言であった為、与党である自民党と公明党の若手国会議員へブッキングしていたが党執行部の意向によりキャンセルとされた | [ 270 ]                  |                         |                         |
| 340    | 7月25日  | 激論! 広島で問う! 日本の戦争と平和                            |                          | 片山さつき/福山哲郎/亀井静香/青山繁晴/川崎哲（ピースボート共同代表）/高橋博子（広島市立大学広島平和研究所助教）/原田浩（広島平和記念資料館元館長）/三浦瑠麗/宮家邦彦/冷泉彰彦テレビ朝日での収録ではなく､系列の広島ホームテレビでの収録                                                                 | [ 271 ]                  |                         |                         |
| 341    | 8月15日  | 激論! 戦後70年の総括と日本の未来                              |                          | 山本一太/辻元清美/小池晃/猪瀬直樹/岩田温/金慶珠/小林よしのり/古市憲寿/孫崎享/三浦瑠麗/森本敏/凌星光 | [ 272 ]                  |                         |                         |
| 342    | 9月26日  | 激論! 安保国会・若者デモ・日本の民主主義                      |                          | 片山さつき/大塚耕平/伊藤真/今井一/潮匡人/江川紹子/奥田愛基/ケント・ギルバート/小林よしのり/諏訪原健（SEALDsメンバー）/津田大介/三浦瑠麗 | [ 273 ]                  |                         |                         |
| 343    | 11月7日  | 激論! 「一億総活躍社会」って何だ?!                            |                          | 片山さつき/山井和則/荻原博子/香山リカ/駒崎弘樹/白河桃子/高橋洋一/左敬真（日本介護協会理事長、株式会社いきいきらいふ代表取締役社長）/古市憲寿/三浦瑠麗 | [ 274 ]                  |                         |                         |
| 344    | 11月28日 | 激論! テロ戦争と安倍外交                                      |                          | 山本一太/大塚耕平/太田千晶（NPO法人JENイラク担当プログラムオフィサー）/ケント・ギルバート/小林よしのり/鈴木宗男/首藤信彦/瀬口清之/高橋和夫/三浦瑠麗/森本敏 | [ 275 ]                  |                         |                         |
| 345    | 翌1月1日 | 激論! 安倍政治 国民の選択と覚悟                               |                          | 山本一太/辻元清美/小池晃/猪瀬直樹/小林よしのり/瀬口清之/高橋和夫/竹中平蔵/長谷川幸洋/孫崎享/三浦瑠麗/森永卓郎/森本敏 | [ 276 ]                  |                         |                         |
| 2016年 | 2016年   | 前年へ / 翌年へ / 目次へ                                      | 前年へ / 翌年へ / 目次へ | 前年へ / 翌年へ / 目次へ | 前年へ / 翌年へ / 目次へ |                         |                         |
| 346    | 2月5日   | 激論! 女性論客大集合 “女性が輝く社会”とは?!                   |                          | 片山さつき/辻元清美/荻原博子/嘉田由紀子/河添恵子/春香クリスティーン/三浦瑠麗/水無田気流/横田響子（コラボラボ代表取締役）/吉木誉絵 | [ 277 ]                  |                         |                         |
| 347    | 2月26日  | 激論! “憲法改正”是か?非か?                                    |                          | 柴山昌彦/國重徹/小西洋之/井上哲士/青木理/岩田温/太田啓子/小林節/想田和弘/百地章/森本敏/吉木誉絵 | [ 278 ]                  |                         |                         |
| 348    | 3月11日  | 激論! ド〜する?!原発 〜再稼働・核のゴミ・住民は…〜            |                          | 山本一太/福山哲郎/飯田哲也/池田信夫/嘉田由紀子/小林よしのり/桜井勝延/澤田哲生/田坂広志/西本由美子（NPO法人ハッピーロードネット 理事長）/三浦瑠麗/吉野実 | [ 279 ]                  |                         |                         |
| 349    | 4月29日  | 激論! 女性が変える?!ニッポン                                  |                          | 髙階恵美子/山尾志桜里/赤尾由美/江川紹子/荻原博子/河添恵子/堤未果/中野円佳/三浦瑠麗/吉木誉絵 | [ 280 ]                  |                         |                         |
| 350    | 5月27日  | 激論! オバマとトランプ ド〜する?! 日本                        |                          | 山本一太/大塚耕平/青木理/池田信夫/ケビン・メア/小西克哉/堤未果/孫崎享/三浦瑠麗/村田晃嗣/森本敏 | [ 281 ]                  |                         |                         |
| 351    | 6月24日  | 激論! ド〜する?!ド〜なる?!参院選                              |                          | 田村憲久/玉木雄一郎/矢倉克夫/宮本徹/足立康史/吉川元/和田政宗/津田大介/豊島逸夫/三浦瑠麗 VTR出演：荒井広幸、山本太郎 | [ 282 ]                  |                         |                         |
| 352    | 8月5日   | 激論! 改憲と日本の未来                                        |                          | 片山さつき/國重徹/辻元清美/井上哲士/足立康史/青木理/伊藤真/潮匡人/三浦瑠麗/百地章/吉木誉絵 | [ 283 ]                  |                         |                         |
| 353    | 8月26日  | 激論! 象徴天皇と“生前退位”                                    |                          | 平沢勝栄/大塚耕平/荻原博子/小林節/小林よしのり/高森明勅/竹田恒泰/萩谷麻衣子/三浦瑠麗/百地章 | [ 284 ]                  |                         |                         |
| 354    | 9月30日  | 激論! 象徴天皇と日本の未来                                    |                          | 平沢勝栄/大塚耕平/青木理/小林よしのり/杉田水脈/高森明勅/竹田恒泰/萩谷麻衣子/三浦瑠麗/八木秀次 | [ 285 ]                  |                         |                         |
| 355    | 11月4日  | 激論! 小池都政3カ月〜豊洲・五輪・都議会・都庁〜               |                          | 松本文明/若狭勝/大山とも子（東京都議会議員、日本共産党東京都議会議員団）/音喜多駿/生田與克/猪瀬直樹/宇都宮健児/春日良一/津田大介/中澤誠（東京中央市場労働組合執行委員長）/三浦瑠麗/森山高至 | [ 286 ]                  |                         |                         |
| 356    | 11月25日 | 激論! トランプ次期大統領とニッポン                            |                          | 山本一太/大塚耕平/勝間和代/ケント・ギルバート/小西克哉/小林よしのり/鈴木宗男/宋文洲/中林美恵子/孫崎享/三浦瑠麗/森本敏 | [ 287 ]                  |                         |                         |
| 357    | 翌1月1日 | 激論!2017 ド〜する?!ド〜なる?!ニッポン                        |                          | 山本一太/細野豪志/小池晃/青木理/井上達夫/荻原博子/小林よしのり/竹田恒泰/津田大介/中林美恵子/三浦瑠麗/森本敏/吉崎達彦『Abemaで生テレビ』（AbemaNews）との連動企画。また、当該番組のAbemaNewsチャンネルでの同時配信も実施                                                                                | [ 288 ]                  |                         |                         |
| 2017年 | 2017年   | 前年へ / 翌年へ / 目次へ                                      | 前年へ / 翌年へ / 目次へ | 前年へ / 翌年へ / 目次へ | 前年へ / 翌年へ / 目次へ |                         |                         |
| 358    | 1月28日  | 激論! トランプ大統領と安倍政権                                |                          | 片山さつき/大塚耕平/飯田泰之/岩本沙弓（金融コンサルタント）/荻原博子/乙武洋匡/堀江貴文/堀紘一/三浦瑠麗/森永卓郎 | [ 289 ]                  |                         |                         |
| 359    | 2月25日  | 激論! 安倍政権と日本の未来                                    |                          | 山本一太/遠山清彦/福山哲郎/辰巳孝太郎/青木理/飯田泰之/井上達夫/岩田温/萩谷麻衣子/三浦瑠麗/百地章 | [ 290 ]                  |                         |                         |
| 360    | 4月1日   | 激論! 原発事故から6年・教訓と課題                             |                          | 河野太郎/片山さつき/福山哲郎/飯田哲也/石川和男/後藤政志/木幡ますみ（大熊町議会議員）/竹内純子/奈良林直/三浦瑠麗/吉野実 | [ 291 ]                  |                         |                         |
| 361    | 4月29日  | 激論! ド〜する?! 朝鮮有事?!と日本                             |                          | 片山さつき/小西洋之/青木理/井上達夫/金慶珠/小林よしのり/武貞秀士/三浦瑠麗/森本敏/葉千栄/渡部恒雄 | [ 292 ]                  |                         |                         |
| 362    | 5月27日  | 激論! 憲法改正と安倍政権                                      |                          | 平沢勝栄/長妻昭/井上達夫/伊藤真/ケント・ギルバート/小林よしのり/佐高信/萩谷麻衣子/百田尚樹/三浦瑠麗/八木秀次/吉木誉絵 | [ 293 ]                  |                         |                         |
| 363    | 7月1日   | 激論! 安倍政権と官僚                                          |                          | 片山さつき/福島伸享/朝比奈一郎/天木直人/石川和男/小幡績/高橋洋一/寺脇研/青木理/三浦瑠麗 | [ 294 ]                  |                         |                         |
| 364    | 8月12日  | 激論! 安倍政治と日本の平和                                    |                          | 山本一太/緒方林太郎/井上達夫/潮匡人/荻原博子/小林よしのり/三浦瑠麗/村本大輔/森本敏/米川正子（立教大学21世紀社会デザイン研究科特定課題研究員、元国連難民高等弁務官事務所職員） | [ 295 ]                  |                         |                         |
| 365    | 8月26日  | 激論! 女性が考える“戦争と平和”                                |                          | 片山さつき/福島みずほ/河添恵子/倉田真由美/呉軍華（日本総研理事）/桜林美佐/堤未果/福島香織/三浦瑠麗/南美希子 | [ 296 ]                  |                         |                         |
| 366    | 9月30日  | 激論! 米朝緊迫と問われる日本の政治                            |                          | 山本一太/石川博崇/福山哲郎/井上哲士/片山大介/福島みずほ/中野正志/木内孝胤/河添恵子/武貞秀士/中林美恵子/三浦瑠麗 | [ 297 ]                  |                         |                         |
| -      | 10月23日 | 田原総一朗が迫る！ド〜する?!日本                              |                          | 山本一太/片山さつき/西田実仁/福山哲郎/松原仁/藤巻健史/田村智子/荻原博子/川村晃司/三浦瑠麗/村本大輔/渡部恒雄選挙ステーション第2部で放送 | [ 298 ]                  |                         |                         |
| 367    | 11月25日 | 激論! “強硬”北朝鮮と日米同盟                                  |                          | 中谷元/松川るい/福山哲郎/辰巳孝太郎/井上達夫/武貞秀士/ダースレイダー/中林美恵子/福島香織/布施祐仁（平和新聞編集長）/三浦瑠麗/森本敏 | [ 299 ]                  |                         |                         |
| 368    | 翌1月1日 | 激論! “平成30年”日本の未来                                    |                          | 片山さつき/長妻昭/井上達夫/落合陽一/猿田佐世/瀬口清之/津田大介/中林美恵子/三浦瑠麗/村本大輔/森本敏/李相哲 | [ 300 ]                  |                         |                         |
| 2018年 | 2018年   | 前年へ / 翌年へ / 目次へ                                      | 前年へ / 翌年へ / 目次へ | 前年へ / 翌年へ / 目次へ | 前年へ / 翌年へ / 目次へ |                         |                         |
| 369    | 1月27日  | 激論! 日本経済は成長するか？！                                |                          | 柴山昌彦/落合貴之/大門実紀史/荻原博子/白河桃子/高橋洋一/デービッド・アトキンソン/夏野剛/三浦瑠麗/森永卓郎/吉崎達彦 | [ 301 ]                  |                         |                         |
| 370    | 2月24日  | 〜女性論客大集合〜 激論！異議あり!ニッポン                    |                          | 松川るい/福島みずほ/上田令子/荻原博子/嘉田由紀子/金慶珠/猿田佐世/たかまつなな/福島香織/三浦瑠麗/吉木誉絵 | [ 302 ]                  |                         |                         |
| 371    | 3月30日  | 激論！森友・原発・安倍政権                                    |                          | 細田健一/阿部知子/飯田哲也/池田信夫/澤田哲生/竹内純子/三浦瑠麗/吉原毅/吉野実 | [ 303 ]                  |                         |                         |
| 372    | 4月27日  | 激論！安倍政権と官僚                                          |                          | 山本一太/片山さつき/長妻昭/小西洋之/井上達夫/菅野完/長谷川幸洋/三浦瑠麗/森本敏/山口真由 | [ 304 ]                  |                         |                         |
| 373    | 6月1日   | 激論！米朝首脳会談と安倍政治                                  |                          | 山本一太/松川るい/福山哲郎/辰巳孝太郎/潮匡人/呉軍華/佐高信/武貞秀士/中林美恵子/パトリック・ハーラン/三浦瑠麗/宮家邦彦/李相哲 | [ 305 ]                  |                         |                         |
| 374    | 6月30日  | 激論!米・朝・中…ド〜する?!日本の針路                          |                          | 柴山昌彦/松川るい/長妻昭/近藤大介/瀬口清之/中林美恵子/半田滋（東京新聞論説兼編集委員、獨協大学非常勤講師）/三浦瑠麗/森本敏/李相哲 | [ 306 ]                  |                         |                         |
| 375    | 7月28日  | 激論!トランプ大統領と“世界貿易戦争”                           |                          | 片山さつき/大塚耕平/呉軍華/近藤大介/竹中平蔵/手嶋龍一/デービッド・アトキンソン/中林美恵子/夏野剛/三浦瑠麗 | [ 307 ]                  |                         |                         |
| 376    | 9月1日   | 激論!“人工知能・AI社会”と日本                                 |                          | 落合陽一/勝間和代/近藤大介/夏野剛/藤原和博/堀口ミイナ/松尾豊/三浦瑠麗/森永卓郎/矢野和男（日立製作所研究開発グループ技師長、フェロー） | [ 308 ]                  |                         |                         |
| 377    | 9月29日  | 激論!続投 安倍政権と日本の命運                                |                          | 山本一太/片山さつき/長妻昭/田村智子/今井一/佐高信/中林美恵子/長谷川幸洋/三浦瑠麗/森永卓郎 | [ 309 ]                  |                         |                         |
| 378    | 11月10日 | 激論!トランプ流政治と日本                                     |                          | 中谷元/小池晃/佐高信/中林美恵子/パトリック・ハーラン/三浦瑠麗/宮家邦彦/森本敏/葉千栄/吉崎達彦 | [ 310 ]                  |                         |                         |
| 379    | 12月1日  | 激論！外国人労働者問題と日本の未来                            |                          | 木村義雄/逢坂誠二/明石純一（筑波大学大学院人文社会科学研究科准教授、移民政策学会常任理事）/指宿昭一（弁護士、外国人技能実習生問題弁護士連絡会共同代表）/河合雅司/鈴木康友/デービッド・アトキンソン/マライ・メントライン（翻訳・通訳家、ZDF東京支局プロデューサー）/三浦瑠麗/森永卓郎                   | [ 311 ]                  |                         |                         |
| 380    | 翌1月1日 | 平成の総括と“新時代”                                          |                          | 齋藤健/長妻昭/福島みずほ/猪瀬直樹/落合陽一/金子勝/瀬口清之/中林美恵子/古市憲寿/三浦瑠麗/藻谷浩介/森本敏AbemaNewsチャンネルでの同時配信を実施 | [ 312 ]                  |                         |                         |
| 2019年 | 2019年   | 前年へ /翌年へ / 目次へ                                       | 前年へ /翌年へ / 目次へ  | 前年へ /翌年へ / 目次へ | 前年へ /翌年へ / 目次へ  | 前年へ /翌年へ / 目次へ | 前年へ /翌年へ / 目次へ |
| 381    | 2月9日   | 激論! 若手政治家大集合! これでいいのか?! ニッポン             |                          | 宇都隆史/小林史明/山田美樹/中野洋昌/山内康一/矢田わか子/辰巳孝太郎/丸山穂高/小西洋之/岩田温/金子勝/三浦瑠麗 | [ 313 ]                  |                         |                         |
| 382    | 2月23日  | 激論! トランプ流外交とニッポン                                |                          | 中谷元/大塚耕平/今井一/金子勝/猿田佐世/瀬口清之/中林美恵子/三浦瑠麗/宮家邦彦/李相哲 | [ 314 ]                  |                         |                         |
| 383    | 3月30日  | 激論! 原発と日本のエネルギー政策                              |                          | 井上信治/田嶋要/飯田哲也/岸博幸/木幡ますみ/澤田哲生/竹内純子/三浦瑠麗/満田夏花（国際環境NGO FoE Japan理事、事務局長）/吉原毅/吉野実 | [ 315 ]                  |                         |                         |
| 384    | 4月27日  | 激論! “令和時代”の天皇と日本                                  |                          | 宇都宮健児/荻原博子/笠原英彦/高森明勅/竹田恒泰/津田大介/古市憲寿/三浦瑠麗/水口義朗/八木秀次 | [ 316 ]                  |                         |                         |
| 385    | 6月1日   | 与野党激論！ド〜する?!令和ニッポン                            |                          | 村井英樹/山田美樹/岡本三成/長妻昭/森ゆう子/田村智子/足立康史/岩田温/金子勝/三浦瑠麗 | [ 317 ]                  |                         |                         |
| 386    | 6月29日  | 激論!G20サミット“米中対立”と日本の覚悟                        |                          | 金子勝/興梠一郎/呉軍華/瀬口清之/手嶋龍一/中林美恵子/パトリック・ハーラン/三浦瑠麗/森本敏/山田敏弘 | [ 318 ]                  |                         |                         |
| 387    | 7月27日  | 激論!若手起業家大集合!ド〜する?!ニッポン                      |                          | 夏野剛/三浦瑠麗/横田響子/秋元里奈/安部敏樹/岩佐琢磨（株式会社Shiftall）/垣内俊哉/高橋祥子（ジーンクエスト代表取締役 兼ユーグレナ執行役員バイオインフォマテクス事業担当）/水野雄介（ライフイズテック）/山崎大祐                                                                                         | [ 319 ]                  |                         |                         |
| 388    | 8月31日  | 激論!地方の元気が日本を救う?!                                 |                          | 片山さつき/嘉田由紀子/泉房穂/大村秀章/東国原英夫/山本一太/デービッド・アトキンソン/三浦瑠麗 | [ 320 ]                  |                         |                         |
| 389    | 9月28日  | 激論!建国70年 ド〜なる?!中国                                  |                          | 松川るい/長妻昭/杜進/中川コージ（戦略科学者）/パトリック・ハーラン/藤野彰/三浦瑠麗/森本敏/渡部恒雄 | [ 321 ]                  |                         |                         |
| 390    | 10月19日 | 政界ニューリーダー激論!ド〜する?!少子高齢ニッポン             |                          | 小林史明/松川るい/平木大作/中谷一馬/関健一郎/音喜多駿/山添拓/荻原博子/堀潤/三浦瑠麗 | [ 322 ]                  |                         |                         |
| 391    | 11月30日 | 激論! 安倍長期政権の功罪                                      |                          | 柴山昌彦/片山さつき/三浦信祐/大串博志/大塚耕平/片山大介/宮本徹/金子勝/田崎史郎/堀潤/三浦瑠麗 | [ 323 ]                  |                         |                         |
| 392    | 翌1月1日 | 激論! 2020 ド〜する!?日本の未来                               |                          | 今枝宗一郎/松川るい/三浦信祐/中谷一馬/関健一郎/清水貴之/宮本徹/乾正人/川村晃司/たかまつなな/津田大介/中川コージ/中林美恵子/三浦瑠麗AbemaNewsチャンネルでの同時配信を実施 | [ 324 ]                  |                         |                         |

### 2020年代
| 2020年 | 2020年   | 前年へ / 翌年へ / 目次へ                                    | 前年へ / 翌年へ / 目次へ | 前年へ / 翌年へ / 目次へ | 前年へ / 翌年へ / 目次へ | 前年へ / 翌年へ / 目次へ | 前年へ / 翌年へ / 目次へ |
| 393    | 2月1日   | 激論! 女性国会議員大集合!ド〜する!?男女格差                 |                          | 髙階恵美子/竹谷とし子/西村智奈美/伊藤孝恵/梅村みずほ/高橋千鶴子/乾正人/パトリック・ハーラン/藤川みな代（テレビ朝日報道局経済部長）/三浦瑠麗                                                                            | [ 325 ]                  |                          |                          |
| 394    | 2月29日  | 激論! 福島の現状と原発再稼働                                |                          | 片山さつき/福島みずほ/飯田哲也/石川和男/江守正多/木幡ますみ/澤田哲生/三浦瑠麗/吉川彰浩（一般社団法人AFW代表理事、元東京電力職員）/吉野実（テレビ朝日報道局原発担当記者）                                               | [ 326 ]                  |                          |                          |
| 395    | 3月28日  | 激論! ド〜する!?日本“新型コロナ”パンデミック                |                          | 武見敬三/松川るい/大塚耕平/宮本徹/上昌広/興梠一郎/小松隆次郎（テレビ朝日報道局厚生労働省担当記者）/永濱利廣（第一生命経済研究所経済調査部首席エコノミスト）/二木芳人（医師、昭和大学医学部特任教授）/三浦瑠麗/渡部恒雄 | [ 327 ]                  |                          |                          |
| 396    | 4月25日  | 激論! “新型コロナ”緊急事態宣言と日本                        |                          | 武見敬三/大塚耕平/荻原博子/小松隆次郎/二木芳人/三浦瑠麗 | [ 328 ]                  |                          |                          |
| 397    | 5月30日  | 激論! “新型コロナ”緊急事態宣言解除と日本                    |                          | 武見敬三/長妻昭/田村智子/荻原博子/小松隆次郎/田坂広志/二木芳人/三浦瑠麗 | [ 329 ]                  |                          |                          |
| 398    | 6月27日  | 激論! “コロナ”で変わる!?日・米・中                          |                          | 武見敬三/福山哲郎/乾正人/興梠一郎/小松隆次郎/中林美恵子/二木芳人/三浦瑠麗 | [ 330 ]                  |                          |                          |
| 399    | 8月1日   | 激論! “新型コロナ”と戦後75年ニッポン                        |                          | 武見敬三/大塚耕平/猪瀬直樹/岩本京子（テレビ朝日報道局厚生労働省担当記者）/上昌広/二木芳人/夏野剛/三浦瑠麗 | [ 331 ]                  |                          |                          |
| 400    | 8月29日  | 激論! ド〜生きる!?“コロナ時代”                              |                          | 片山さつき/田村智子/岩本京子/小林慶一郎/津田大介/夏野剛/二木芳人/三浦瑠麗 | [ 332 ]                  |                          |                          |
| 401    | 9月25日  | 激論! ド〜する?!菅新政権                                    |                          | 山添拓/村井英樹/逢坂誠二/山下貴司/雨宮処凛/岩本京子（テレビ朝日報道局厚生労働省担当）/小林慶一郎/二木芳人（医師、昭和大学医学部客員教授）/三浦瑠麗                                                                     | [ 333 ]                  |                          |                          |
| 402    | 10月30日 | 激論! ド〜する?!コロナ禍の経済再生                          |                          | 片山さつき/小川淳也/宮本徹/岩本京子/小林慶一郎/二木芳人/竹中平蔵/三浦瑠麗/森永卓郎 |                          |                          |                          |
| 403    | 11月27日 | 激論! “新型コロナ”感染拡大と国民生活                        |                          | 塩崎恭久/森ゆうこ/雨宮処凛/岩本京子/竹中平蔵/二木芳人/野村修也/三浦瑠麗/森永卓郎 |                          |                          |                          |
| 404    | 翌1月1日 | 激論! ド〜する?!新型コロナと2021日本                        |                          | 武見敬三/片山さつき/逢坂誠二/田村智子/伊藤孝恵/岩本京子/尾﨑治夫（東京都医師会 会長）/小林慶一郎/夏野剛/二木芳人/三浦瑠麗AbemaNewsチャンネルでの同時配信を実施                                                         |                          |                          |                          |
| 2021年 | 2021年   | 前年へ / 翌年へ / 目次へ                                    | 前年へ / 翌年へ / 目次へ | 前年へ / 翌年へ / 目次へ | 前年へ / 翌年へ / 目次へ | 前年へ / 翌年へ / 目次へ | 前年へ / 翌年へ / 目次へ |
| 405    | 1月30日  | 医療崩壊?!ド〜する?! コロナ国会                             |                          | 片山さつき/秋野公造/小川淳也/山添拓/岩本京子/大木隆生/上昌広/駒崎弘樹/神保哲生/二木芳人/三浦瑠麗 |                          |                          |                          |
| 406    | 2月27日  | 激論! 原発事故10年ド〜する?!日本のエネルギー                |                          | 柴山昌彦/菅直人/細野豪志/飯田哲也/遠藤雄幸（川内村村長）/木幡ますみ/澤田哲生/竹内純子/三浦瑠麗/吉野実（テレビ朝日報道局原発担当）                                                                                      |                          |                          |                          |
| 407    | 3月27日  | 激論! ド〜する?!“コロナ”と東京五輪                          |                          | 国光あやの/中谷一馬/岩本京子/荻原博子/春日良一/小林慶一郎/高橋浩祐/二木啓孝/濱木珠恵（ナビタスクリニック院長）/三浦瑠麗                                                                                                |                          |                          |                          |
| 408    | 5月1日   | 3度目の緊急事態宣言 ド〜する?! 医療危機                     |                          | 国光あやの/岡本充功/岩本京子/大木隆生/上昌広/小林慶一郎/神保哲生/二木芳人/三浦瑠麗 |                          |                          |                          |
| 409    | 5月29日  | 激論! コロナ・東京五輪とニッポン                            |                          | 片山さつき/小川淳也/岩本京子/春日良一/高橋浩祐/永濱利廣/二木啓孝/堀成美（感染症対策コンサルタント、看護師）/三浦瑠麗/溝口紀子/宮嶋泰子                                                                                 |                          |                          |                          |
| 410    | 6月26日  | 激論! “コロナ”国民生活と日本経済                            |                          | 片山さつき/馬淵澄夫/小林慶一郎/二木啓孝/藤井聡/三浦瑠麗/森永卓郎/山下春幸（料理人、日本飲食未来の会代表）/渡辺由美子（NPO法人キッズドア理事長）/北村美紀（テレビ朝日報道局 経済部記者）                                |                          |                          |                          |
| 411    | 7月31日  | 激論! 2021年夏 コロナ・東京五輪                             |                          | 国光あやの/中島克仁/春日良一/小林慶一郎/上昌広/高橋浩祐/二木啓孝/舛添要一/三浦瑠麗/北村美紀テレ朝が甲子園への道を放送のため、AM1:45から放送（一部地域はAM1:54から放送）                                                |                          |                          |                          |
| 412    | 8月28日  | 激論! コロナ禍と政治の責任                                  |                          | 片山さつき/岡本三成/長妻昭/山添拓/梅村みずほ/矢田わか子/乾正人/二木啓孝/三浦瑠麗 | [ 334 ]                  |                          |                          |
| 413    | 9月25日  | 激論! コロナ禍の総裁選とニッポンの課題                      |                          | 荻原博子/上昌広/小林慶一郎/神保哲生/たかまつなな/田崎史郎/二木芳人/藤井聡/舛添要一/三浦瑠麗/藤川みな代（テレビ朝日報道局政治部長）                                                                                     |                          |                          |                          |
| 414    | 10月30日 | 激論! 米中関係と日本外交                                    |                          | 小原凡司/興梠一郎/猿田佐世/神保哲生/中林美恵子/三浦瑠麗/宮家邦彦/森本敏/武隈喜一（テレビ朝日常勤嘱託 報道局コメンテーター、元テレビ朝日アメリカ社長）                                                                  | [ 335 ]                  |                          |                          |
| 415    | 11月27日 | 激論! 与野党論客大集合 ド〜する?!日本経済再建               |                          | 片山さつき/平木大作/長妻昭/小野泰輔/大塚耕平/宮本徹/荻原博子/三浦瑠麗/岡田豊（テレビ朝日報道局経済部デスク） | [ 336 ]                  |                          |                          |
| 416    | 翌1月1日 | 激論! ド〜なる?!2022 ポスト・コロナ時代の日本               |                          | 松川るい/三浦瑠麗/津田大介/二木芳人/松田公太/藤井聡/荻原博子/竹中平蔵/小川淳也/藻谷浩介/上昌広 | [ 337 ]                  |                          |                          |
| 2022年 | 2022年   | 前年へ / 翌年へ / 目次へ                                    | 前年へ / 翌年へ / 目次へ | 前年へ / 翌年へ / 目次へ | 前年へ / 翌年へ / 目次へ | 前年へ / 翌年へ / 目次へ | 前年へ / 翌年へ / 目次へ |
| 417    | 1月29日  | 激論! ド〜する?!オミクロン株急拡大と日本社会                |                          | 高階恵美子/逢坂誠二/上昌広/三浦瑠麗/二木芳人/菊池亮/谷口功一/大空幸星 | [ 338 ]                  |                          |                          |
| 418    | 2月26日  | 激論! ド〜する?!脱炭素と原発                                |                          | 柴山昌彦/小川淳也/飯田哲也/江守正多/大場紀章/澤田哲生/たかまつなな/竹内純子/三浦瑠麗/吉野実 | [ 339 ]                  |                          |                          |
| 419    | 3月19日  | 激論! ウクライナ侵攻 ド〜なる?!世界 ド〜する?!日本          |                          | 松川るい/長妻昭/興梠一郎/廣瀬陽子/三浦瑠麗/森本敏/吉崎達彦/武隈喜一 | [ 340 ]                  |                          |                          |
| 420    | 4月30日  | 激論35年! 戦争と平和 ド〜する?!日本の針路                   |                          | 柴山昌彦/菅直人/安部敏樹/興梠一郎/猿田佐世/竹中平蔵/半田滋/廣瀬陽子/舛添要一/三浦瑠麗/森本敏/武隈喜一 | [ 341 ]                  |                          |                          |
| 421    | 5月27日  | 激論! 若者世代の本音 ド〜する?!ニッポン                     |                          | 安部敏樹/乾正人/大空幸星/川口加奈/神保哲生/たかまつなな/古市憲寿/三浦瑠麗/藤川みな代 | [ 342 ]                  |                          |                          |
| 422    | 6月18日  | 激論! 参院選直前! ド〜する?!ニッポンの政治                  |                          | 鈴木馨祐/平木大作/階猛/藤田文武/宮本徹/浅野哲/櫛渕万里/新垣邦男/浜田聡/乾正人/神保哲生/三浦瑠麗/藤川みな代 | [ 343 ]                  |                          |                          |
| 423    | 7月30日  | 激論! 戦後77年 若者たちの“戦争と平和”                       |                          | 岩田温/たかまつなな/中村涼香/平原依文/古市憲寿/半田滋/三浦瑠麗/森本敏/藤川みな代 | [ 344 ]                  |                          |                          |
| 424    | 9月2日   | 激論! ド〜する?!岸田政権〜国葬と政治不信〜                  |                          | 片山さつき/國重徹/長妻昭/音喜多駿/宮本徹/伊藤惇夫/上久保誠人/神保哲生/三浦瑠麗/藤川みな代 | [ 345 ]                  |                          |                          |
| 425    | 10月1日  | 激論! 国交正常化50年!ド〜する?!日中関係                     |                          | 松川るい/小川淳也/阿古智子/興梠一郎/津上俊哉/仲思遥（株式会社Linc 代表取締役）/三浦瑠麗/森本敏/凌星光 | [ 346 ]                  |                          |                          |
| 426    | 10月22日 | 激論! ジャーナリスト大集合! これでいいのか?!日本の政治      |                          | 井上信治/階猛/乾正人/佐藤千矢子/神保哲生/たかまつなな/田崎史郎/藤川みな代 | [ 347 ]                  |                          |                          |
| 427    | 11月19日 | 激論! 与野党論客大集合ド〜する?!国民生活                    |                          | 片山さつき/平木大作/中谷一馬/青柳仁士/宮本徹/浜口誠/たがや亮/藤井聡/森永卓郎/藤川みな代 | [ 348 ]                  |                          |                          |
| 428    | 翌1月1日 | 激論! ド〜する?!日本再興 2023                               |                          | 片山さつき/小川淳也/小幡績/小林慶一郎/駒崎弘樹/田内学（作家、元ゴールドマン・サックス証券トレーダー）/たかまつなな/デービッド・アトキンソン/藤井聡/三浦瑠麗/森永卓郎/藤川みな代                                        | [ 349 ]                  |                          |                          |
| 2023年 | 2023年   | 前年へ / 翌年へ / 目次へ                                    | 前年へ / 翌年へ / 目次へ | 前年へ / 翌年へ / 目次へ | 前年へ / 翌年へ / 目次へ | 前年へ / 翌年へ / 目次へ | 前年へ / 翌年へ / 目次へ |
| 429    | 1月28日  | 激論! 政界ニューリーダー大集合ド〜する?!日本                |                          | 中谷真一/太栄志/藤田文武/三浦信祐/山添拓/浅野哲/猿田佐世/神保哲生/宮家邦彦 | [ 350 ]                  |                          |                          |
| 430    | 2月25日  | 激論! ド〜する?!原発とエネルギー危機                        |                          | 井上信治/山崎誠/小野泰輔/中野洋昌/高橋千鶴子/大塚耕平/櫛渕万里/飯田哲也/澤田哲生/たかまつなな/吉野実 | [ 351 ]                  |                          |                          |
| 431    | 3月25日  | 激論! ド〜する?!日本外交と防衛力                            |                          | 松川るい/小川淳也/安部敏樹/小沢遼子/瀬口清之/パトリック・ハーラン/布施祐仁/森本敏/山田惠資/藤川みな代 | [ 352 ]                  |                          |                          |
| 432    | 4月29日  | 激論! 広島サミット ド〜する?!ウクライナ・核なき世界         |                          | 片山さつき/階猛/大空幸星/小原凡司/木村三浩/猿田佐世/武隈喜一/中村涼香（KNOW NUKES TOKYO共同代表、上智大学在籍）/森本敏                                                                                                 | [ 353 ]                  |                          |                          |
| 433    | 5月27日  | 激論! 女性国会議員大集合! ド〜する?!ニッポン                |                          | 森まさこ/塩村あやか/三木圭恵/伊藤孝江/田村智子/伊藤孝恵/櫛渕万里/乾正人/神保哲生/藤川みな代 | [ 354 ]                  |                          |                          |
| 434    | 7月1日   | 検証激論! “岸田政治” ここがイイ!ここがダメ!                 |                          | 片山さつき/小川淳也/小野泰輔/谷合正明/宮本徹/斎藤アレックス/多ケ谷亮/乾正人/神保哲生/藤川みな代 | [ 355 ]                  |                          |                          |
| 435    | 7月29日  | 激論! 少子化ニッポン〜恋愛・結婚・自分の幸福〜              |                          | 国光あやの/中谷一馬/泉房穂/大空幸星/小幡績/たかまつなな/森川友義/山田まりや/北村美紀（テレビ朝日報道局 経済部長） | [ 356 ]                  |                          |                          |
| 436    | 8月19日  | 激論! 令和5年“夏” 終戦記念日と今の私                        |                          | 石山アンジュ/岩田温/菅野志桜里/下重暁子/中村涼香/古市憲寿/舛添要一/森本敏 | [ 357 ]                  |                          |                          |
| 437    | 9月30日  | 激論! ド〜する?! 物価高騰と国民生活                         |                          | 片山さつき/逢坂誠二/安部敏樹/荻原博子/加谷珪一/瀬口清之/デービッド・アトキンソン/森永卓郎/北村美紀 | [ 358 ]                  |                          |                          |
| 438    | 10月21日 | 与野党大激論! これでいいのか?! 日本の政治                   |                          | 柴山昌彦/小川淳也/岩谷良平/谷合正明/山添拓/玉木雄一郎/多ケ谷亮/神保哲生/田﨑史郎/たかまつなな/藤川みな代（テレビ朝日報道局政治部長）                                                                                   | [ 359 ]                  |                          |                          |
| 439    | 11月24日 | 激論! “ガザ危機” ド〜する?! 日本                            |                          | 鈴木馨祐/末松義規/小谷哲男/猿田佐世/神保哲生/高橋和夫/武隈喜一/森まり子/森本敏 | [ 360 ]                  |                          |                          |
| 440    | 翌1月1日 | 激論! ド〜する?! 2024ニッポン                               |                          | 片山さつき/小川淳也/泉房穂/加谷珪一/神保哲生/たかまつなな/田崎史郎/デービッド・アトキンソン/古市憲寿/森本敏/山田まりや/藤川みな代                                                                                      | [ 361 ]                  |                          |                          |
| 2024年 | 2024年   | 前年へ / 翌年へ / 目次へ                                    | 前年へ / 翌年へ / 目次へ | 前年へ / 翌年へ / 目次へ | 前年へ / 翌年へ / 目次へ | 前年へ / 翌年へ / 目次へ | 前年へ / 翌年へ / 目次へ |
| 441    | 1月27日  | 激論! ド〜する?! 政治革命 〜カネ・派閥・政治不信〜          |                          | 井上信治/中谷一馬/音喜多駿/中川康洋/宮本徹/泉房穂/菅野志桜里/田崎史郎/藤川みな代 | [ 362 ]                  |                          |                          |
| 442    | 2月24日  | 激論! ド〜する?! “政治とカネ” 革命の行方                    |                          | 片山さつき/後藤祐一/岩谷良平/輿水恵一/山添拓/大空幸星/神保哲生/田崎史郎/中林美恵子/藤川みな代 | [ 363 ]                  |                          |                          |
| 443    | 3月23日  | 激論! ド〜する?! 政治革命・第3弾 “裏金政治”と“選挙のあり方” |                          | 片山さつき/大西健介/金村龍那/中川康洋/宮本徹/泉房穂/乾正人/たかまつなな/東国原英夫/藤川みな代 | [ 364 ]                  |                          |                          |
| 444    | 4月27日  | 激論! バイデンvs.トランプ ド〜する?! 世界と日本             |                          | 加谷珪一/興梠一郎/小谷哲男/神保哲生/たかまつなな/武隈喜一/パトリック・ハーラン/藤井サチ/増田ユリヤ/森本敏 | [ 365 ]                  |                          |                          |
| 445    | 5月31日  | 激論! 円安・物価高・生活不安 ド〜する?! 日本経済            |                          | 牧原秀樹/吉田はるみ/泉房穂/荻原博子/小幡績/加谷珪一/田中れいか/藤井聡/渡辺由美子/北村美紀 | [ 366 ]                  |                          |                          |
| 446    | 6月29日  | 激論! ド〜する?! 日本の未来〜人口減少と移民の是非〜         |                          | 松川るい/階猛/河合雅司/金慶珠/神保哲生/施光恒/デービッド・アトキンソン/西村カリン/平野勇パウロ/藤井サチ | [ 367 ]                  |                          |                          |
| 447    | 7月27日  | 激論! “民主主義”の危機                                      |                          | 菅野志桜里/木村三浩/たかまつなな/古市憲寿/舛添要一/山口真一テレ朝がパリオリンピック応援宣言、甲子園への道、テレ朝夏祭りナビを放送のため、AM2:05から放送（一部地域はAM2:09から放送）                                    | [ 368 ]                  |                          |                          |
| 448    | 8月31日  | 激論! “いま起きている戦争”と日本の平和                      |                          | 乾正人/猿田佐世/下重暁子/神保哲生/武隈喜一/中村涼香/藤井サチ/森本敏 | [ 369 ]                  |                          |                          |
| 449    | 9月28日  | 激論! 新総裁誕生! ド〜する?!ド〜なる?!日本                  |                          | 片山さつき/中谷一馬/音喜多駿/谷合正明/山添拓/田中健/泉房穂/加谷珪一/たかまつなな/藤川みな代地上波最後の放送 | [ 370 ]                  |                          |                          |
| 450    | 11月3日  | 激論!与党大敗 ド〜なる?!日本の政治                          |                          | 井上信治/小川淳也/金村龍那/岡本三成/川合孝典/山添拓/神保哲生/田﨑史郎/藤川みな代BSに移行して最初の放送 | [ 371 ]                  |                          |                          |
| 451    | 11月24日 | 激論! “トランプ復活”ド～する?!日本                          |                          | 松川るい/吉田はるみ/加谷珪一/中林美恵子/森本敏/吉崎達彦/藤川みな代 | [ 372 ]                  |                          |                          |
| 452    | 12月22日 | 激論! “波乱国会”ド～なる?!石破政権と日本                    |                          | 片山さつき/長妻昭/前原誠司/矢倉克夫/浅野哲/井上哲士/菅野志桜里/田﨑史郎/藤川みな代 | [ 373 ]                  |                          |                          |
| 2025年 | 2025年   | 前年へ / 翌年へ / 目次へ                                    | 前年へ / 翌年へ / 目次へ | 前年へ / 翌年へ / 目次へ | 前年へ / 翌年へ / 目次へ | 前年へ / 翌年へ / 目次へ | 前年へ / 翌年へ / 目次へ |
| 453    | 1月26日  | 激論! トランプ政権でド～なる?!日本の自動車                  |                          | 大塚耕平/加谷珪一/川端由美/デービッド・アトキンソン/夏野剛/花井真紀子/吉崎達彦 | [ 374 ]                  |                          |                          |
| 454    | 2月23日  | 激論! ド～なる?!“大揺れ国会”                                |                          | 井上信治/吉田はるみ/青柳仁士/竹谷とし子/浜口誠/井上哲士/神保哲生/田﨑史郎/藤川みな代 | [ 375 ]                  |                          |                          |

## 書籍
特定の回の討論を活字化（テキスト化）した書籍が、複数出版されている。
- 朝まで生テレビ! 原発（テレビ朝日、1988年12月、ISBN 4-88131-117-4）
- 朝まで生テレビ! 原発2（テレビ朝日、1989年3月、ISBN 4-88131-121-2）
- 生テレビ熱論 天皇（テレビ朝日、1989年8月、ISBN 4-88131-124-7）
- 朝まで生テレビ! オレにも言わせろ! 日本人とプロ野球（テレビ朝日、1989年10月、ISBN 4-88131-140-9）
- 朝まで生テレビ! 社会主義よどこへ行く（テレビ朝日、1989年11月、ISBN 4-88131-141-7）
- 朝まで生テレビ! なるか野党連合（テレビ朝日、1989年12月、ISBN 4-88131-143-3）
- 朝まで生テレビ! 激論 マスコミ&ジャーナリズム（テレビ朝日、1989年12月、ISBN 4-88131-129-8）
- 朝まで生テレビ! 激論! 消費税（テレビ朝日、1989年12月、ISBN 4-88131-142-5）
- 朝まで生テレビ! 激論!! 外国人労働者（テレビ朝日、1990年2月、ISBN 4-88131-145-X）
- 朝まで生テレビ! どうする? どうなる? 90年代日本（テレビ朝日、1990年5月、ISBN 4-88131-152-2）
- 朝まで生テレビ! 激論! 日本の右翼（テレビ朝日、1990年6月、ISBN 4-88131-154-9）
- 朝まで生テレビ! 激論!! 少年凶悪犯罪（テレビ朝日、1990年8月、ISBN 4-88131-155-7）
- 朝まで生テレビ! 構造協議の果てを読む 激論!! 日米新時代（テレビ朝日、1990年9月、ISBN 4-88131-157-3）
- 朝まで生テレビ! 激論 海外派遣か!? 自衛隊（テレビ朝日、1992年10月、ISBN 4-88131-180-8）
- 朝まで生テレビ! 日本はなぜ負ける戦争をしたのか（アスキー、2001年8月、ISBN 4-7561-3859-4）
- 朝まで生テレビ!「愛国心」「国益」とはなにか。（アスコム、2004年1月、ISBN 4-7762-0133-X）
- 朝まで生テレビ! 徹底討論! 皇室は必要か（PHP研究所、2004年8月、ISBN 4-569-63853-8）